# Crocodylia
Os crocodilianos ou crocodilos são os répteis da ordem Crocodilia (ou Crocodylia), na qual existem 24 espécies vivas e numerosos fósseis. São répteis maioritariamente grandes, predadores e semiaquáticos. Pertencem a esta ordem os crocodilos (família Crocodylidae), os aligátores e caimões (ambos da família Alligatoridae) e os gaviais (da família Gavialidae). Embora por vezes a palavra crocodilo seja utilizada vulgarmente para se referir a todos os membros da ordem, propriamente falando só são verdadeiros crocodilos os da família dos crocodilídeos (Crocodylidae). Surgiram há 83,5 milhões de anos no Cretáceo tardio (na época Campaniana) e são os parentes vivos mais próximos das aves, dado que os dois grupos são os únicos sobreviventes do grande grupo Archosauria. O clado Pseudosuchia, que é membro do grupo total da ordem, surgiu há uns 250 milhões de anos no Triássico, diversificando-se durante o Mesozoico.
Répteis de grande porte, compactos e com forma corporal que lembra os lagartos, os crocodilianos apresentam focinhos longos e achatados, caudas comprimidas lateralmente e olhos, ouvidos e narinas voltados para o topo da cabeça. São bons nadadores e em terra podem caminhar naturalmente, com "passo alto" (levantando o corpo do chão) ou com "passo baixo" (perto do chão), e as espécies menores são até mesmo capazes de galopar. A sua pele é grossa e coberta de escamas que não se sobrepõem. Os dentes são cónicos e possuem uma mordida muito poderosa. O coração dos crocodilianos apresenta quatro câmaras; tal como as aves, possuem um sistema unidirecional de ventilação ao redor dos pulmões e, conforme outros répteis não avianos, são ectotérmicos.
Os crocodilianos encontram-se principalmente em terras baixas dos trópicos, mas os aligátores também vivem no sudeste dos Estados Unidos e no rio Yangtzé da China. São fundamentalmente carnívoros, e as diversas espécies alimentam-se de animais como peixes, crustáceos, moluscos, aves e mamíferos; algumas espécies como o gavial têm uma alimentação especializada, enquanto que outras como o crocodilo-de-água-salgada (Crocodylus porosus) têm dietas generalistas. Os crocodilianos são tipicamente solitários e territoriais, embora possam realizar uma alimentação cooperativa. Durante a época reprodutiva, os machos dominantes procuram monopolizar as fêmeas disponíveis. As fêmeas põem ovos em ninhos com a forma de buracos ou montes e, ao contrário da maioria dos outros répteis, cuidam das suas criações acabadas de eclodir.
Existem oito espécies de crocodilos que atacam os humanos. O maior número de ataques são os protagonizados pelo crocodilo-do-Nilo. Os humanos são a maior ameaça para as populações de crocodilianos devido à caça ou à destruição do habitat, mas a criação de crocodilianos em propriedades agrícolas reduziu em muito o comércio ilegal de peles de crocodilianos selvagens. As representações artísticas e literárias de crocodilianos são frequentes nas culturas humanas de diversas partes do mundo desde pelo menos a época do Antigo Egito. A primeira menção conhecida da história de que os crocodilos choram pelas suas vítimas data do século IX, sendo mais tarde tema em obras de autores como William Shakespeare de finais do XVI e princípios do XVII.

## Ortografia e etimologia
Durante décadas foram se utilizando indiferentemente as ortografias Crocodilia e Crocodylia, começando pela redescrição do grupo feito por Schmidt a partir do termo anteriormente conhecido por Loricata. Schmidt usou o termo mais antigo Crocodilia, baseando-se no nome original que havia sido dado por Richard Owen. Pouco depois, Wermuth optou por usar Crocodylia como nome mais apropriado para este grupo redescrito, baseando-se no nome do género-tipo Crocodylus (Laurenti, 1768). Dundee, numa revisão de muitos nomes de répteis e anfíbios, argumentou fortemente em favor de Crocodylia como melhor ortografia para o grupo. Este uso justifica-se pela existência de outros táxons com um "y", como a superordem Crocodylomorpha. No entanto, quando publicou o nome em 1842, Richard Owen utilizou o "i". Essa ortografia também é mais consistente com o termo em grego κροκόδειλος. Contudo, até à chegada da cladística e da nomenclatura filogenética não foram apresentadas justificações mais sólidas para optar por uma ortografia ou por outra.
Antes de 2003, Crocodilia/Crocodylia era um grupo que compreendia tanto os animais modernos de hoje em dia (o grupo coroa) como os seus parentes mais distantes, mas que agora estão situados em grupos maiores chamados Crocodylomorpha e Pseudosuchia. Com a actual definição, Crocodylia está restrito apenas aos antepassados mais recentes dos crocodilianos actuais (jacarés, crocodilos e gaviais), ficando excluídos os mais distantes. Esta distinção é mais importante para os paleontólogos que estudam a evolução dos crocodilos. Portanto, as ortografias alternativas Crocodilia e Crocodylia são ainda intercambiáveis na literatura neontológica (que estuda só os organismos existentes, não os extintos).
Crocodilia parece ser uma latinização da palavra grega κροκόδειλος (crocodeilos), que significa lagarto e crocodilo-do-nilo. Crocodylia, tal como Wermuth cunhou, em relação ao género Crocodylus, parece que deriva do antigo grego κρόκη (kroke), que significa praia de cascalho, e de δρîλος ou δρεîλος (dr(e)ílos) que significa "verme". O nome pode referir-se ao hábito que o animal tem de apanhar banhos de sol nas ribeiras de gravilha do Nilo.

## Morfologia e fisiologia

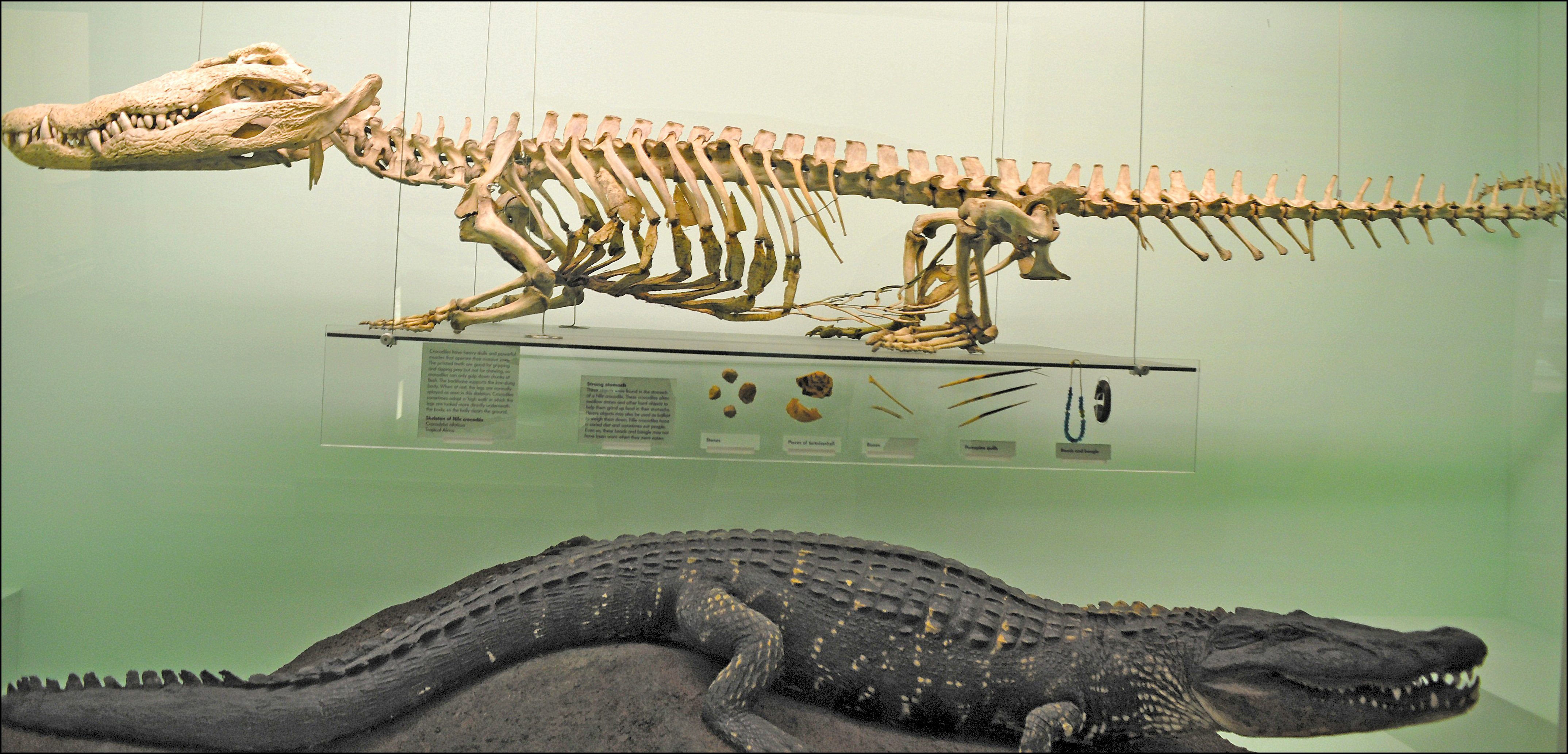
Esqueleto montado e taxidermia dum crocodilo-do-nilo

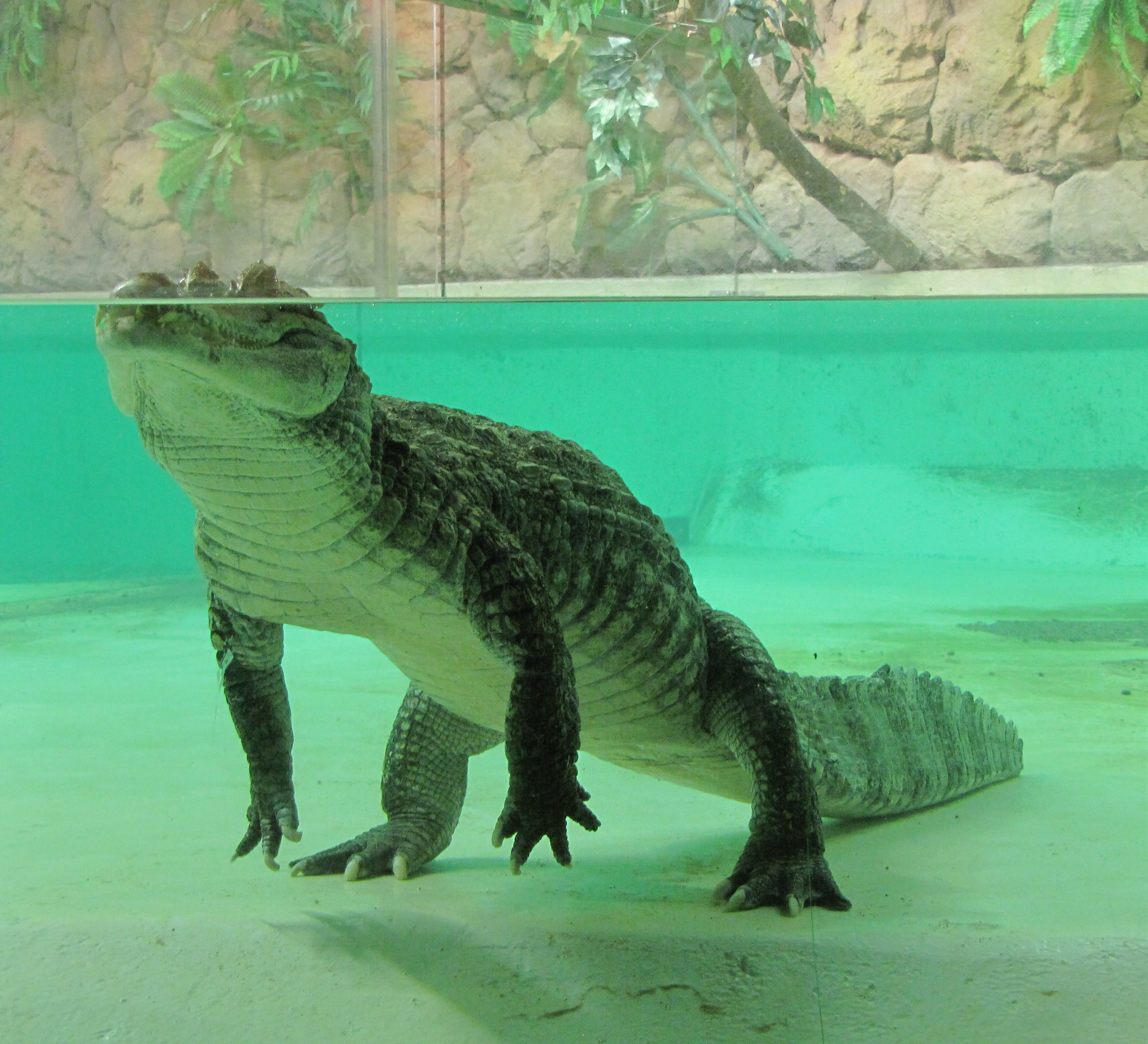
Os crocodilianos, como este caimão-almiscarado, podem submergir na água fazendo emergir na superfície da água apenas os orifícios nasais, olhos e ouvidos

O tamanho dos crocodilianos varia entre o das espécies pequenas de Paleosuchus e Osteolaemus, que atingem entre 1 a 1,5 metro, à do crocodilo-de-água-salgada, que alcança os 7 metros e pode pesar até 2 mil quilogramas, embora algumas das espécies pré-históricas, como o Deinosuchus do Cretáceo tardio, eram ainda maiores e alcançavam os 11 metros e 3 450 quilogramas. Costumam apresentar dimorfismo sexual, no qual os machos são bem maiores do que as fêmeas. Apesar de apresentarem certa diversidade na forma do focinho e dentes, todas as espécies de crocodilianos possuem essencialmente a mesma morfologia corporal. Têm um corpo robusto com aparência de lagarto, com focinhos alongados e aplanados e costas lateralmente compridas (conduplicadas). As patas são de tamanho reduzido; as patas anteriores têm cinco dedos com pouca ou nenhuma membrana interdigital, e as patas traseiras têm quatro dedos palmados e um quinto dedo rudimentar. O esqueleto é bastante característico dos tetrápodes, embora o crânio, pelve e costelas sejam especializados; em particular, os processos cartilaginosos das costelas permitem que o tórax colapse quando mergulham e a estrutura da pelve pode acomodar grandes massas de comida ou mais ar nos pulmões. Ambos os sexos têm cloaca, uma só câmara com uma única saída na base da cauda na qual se abrem os orifícios intestinal, urinário e o tracto reprodutivo, que abriga o pénis dos machos e o clítoris das fêmeas. O pénis dos crocodilianos está permanentemente erecto e depende de músculos cloacais para a sua eversão, e de ligamentos elásticos e um tendão para ser recolhido. Os testículos ou ovários estão localizados perto dos rins.
Os olhos, ouvidos e orifícios nasais dos crocodilianos estão na parte superior da cabeça. Isto permite-lhes caçar as suas presas com a maior parte do seu corpo submerso. Os crocodilianos possuem nos olhos um tapetum lucidum que aperfeiçoa a visão em condições de pouca luminosidade. A sua vista para o ar é muito boa, mas é significativamente pior debaixo de água. A fóvea doutros articulados normalmente é circular, mas nos crocodilos consiste numa barra horizontal formada por muitos receptores apertadamente juntos que cruza a parte do meio da retina. Possuem ainda uma membrana nictitante que cobre os olhos sempre que o animal mergulha por completo. Além disso, algumas glándulas da membrana nictitante segregam um lubrificante salgado que mantém o olho limpo. Quando um crocodiliano abandona a água e se seca, esta substância torna-se visível, parecendo-se com "lágrimas".
Os ouvidos estão adaptados para ouvir tanto no ar como na água, e as membranas timpânicas estão protegidas por solapas que podem abrir-se ou fechar-se por acção muscular. Os crocodilianos têm uma elevada amplitude auditiva, com uma sensibilidade comparável à da maioria das aves e mamíferos. Possuem apenas uma câmara olfactiva e o órgão vomeronasal ausenta-se nos adultos, o que indica que toda a percepção olfactiva está limitada ao sistema olfactivo. Experimentos feitos com olfactómetros sobre o comportamento indicam que os crocodilos detectam tanto as substâncias químicas que viajam pelo ar como as solúveis em água e utilizam o seu sistema olfactivo para caçar. Quando estão sobre a água, os crocodilos intensificam a sua capacidade de detectar substâncias olorosas voláteis por meio dum bombeio gular, que é um movimento rítmico do fundo da faringe. O seu bem desenvolvido nervo trigémeo permite-lhes detectar vibrações na água. Não conseguem mexer livremente a língua, que se mantém fortemente fixa por uma membrana rogada. Apesar de o cérebro do crocodilo ser bastante pequeno, possuem capacidade de aprendizagem maior do que a maioria dos répteis. Embora não possuam cordas vocais como as dos mamíferos nem de siringe como a das aves, os crocodilianos podem produzir vocalizações fazendo vibrar três abas que têm na laringe.

### Locomoção

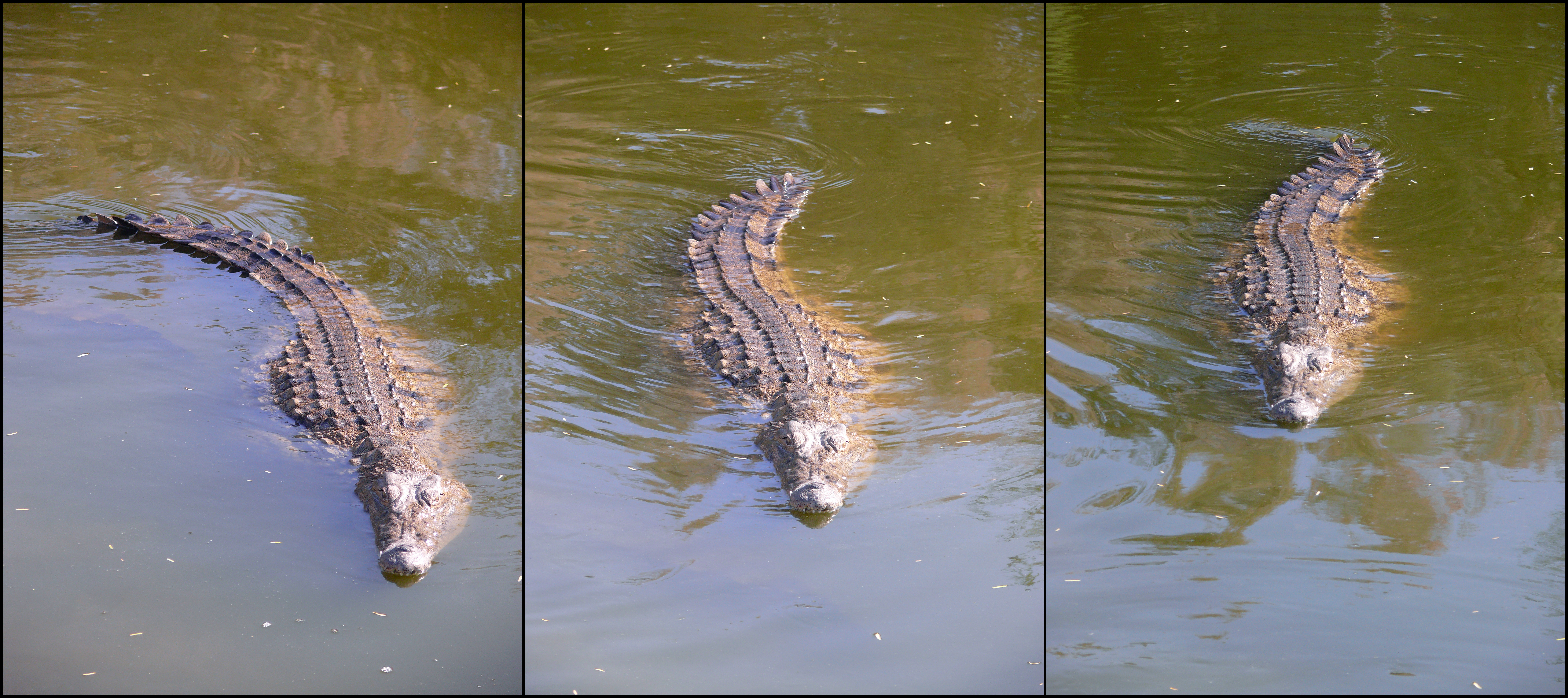
Crocodilo-do-nilo enquanto nada. A sequência segue da direita para a esquerda

Os crocodilianos são excelentes nadadores. Durante a locomoção aquática, a sua cauda muscular ondula de um lado para o outro impulsionando-o pela água, enquanto que as patas se mantêm juntas ao corpo para reduzir a fricção. Quando o animal precisa de parar, virar ou realizar manobras em diferentes direcções, estende as patas convenientemente. Os crocodilianos nadam devagar com elegantes movimentos sinuosos da cauda tanto à superfície como debaixo de água, mas quando são perseguidos ou quando são os próprios a perseguir uma presa podem mover-se rapidamente. Os crocodilianos estão menos adaptados para se moverem por terra, e são peculiares entre os articulados porque têm dois modos diferentes de locomoção terrestre, os chamados "passo alto" e o "passo baixo". As articulações dos tornozelos flexionam-se de duas maneiras diferentes ao contrário doutros répteis, uma característica que partilham com alguns dos primeiros arcossauros. Um dos ossos superiores do tornozelo, o astrágalo, move-se com a tíbia e fíbula. O outro, o calcâneo, a nível funcional pertence ao pé, e tem uma cavidade na qual se ajusta uma projecção do astrágalo. O resultado é que as patas podem ser estendidas quase que verticalmente abaixo do corpo quando estão em terra, e os pés podem rodar durante a locomoção com movimentos de torção no tornozelo.

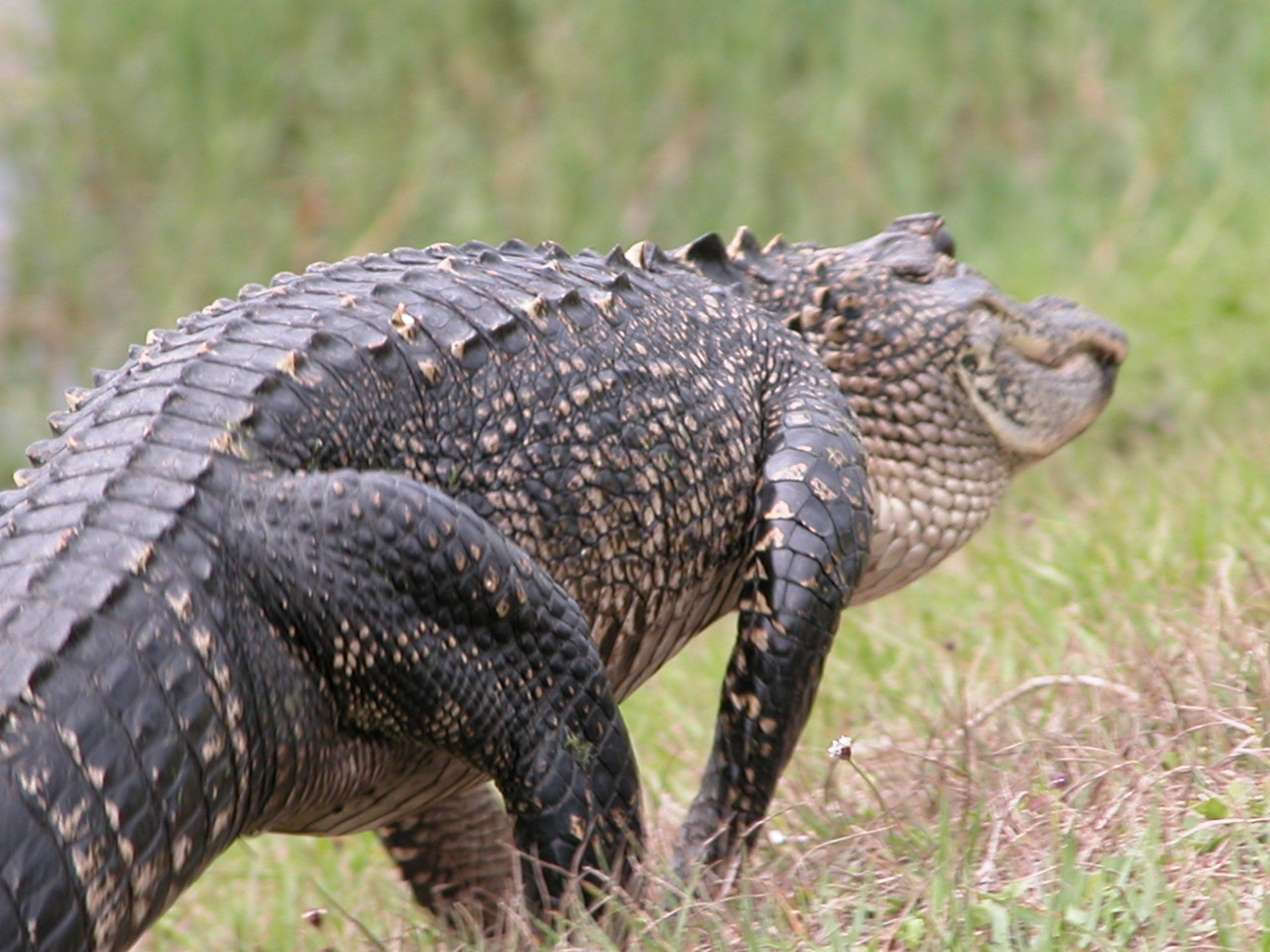
Os crocodilianos, como este aligátor-do-mississippi, podem caminhar com "passo alto" com as patas estendidas quase verticalmente, ao contrário doutros répteis

O "passo alto" dos crocodilianos, em que levantam o ventre e a maior parte da cauda mantendo-os acima do chão, é algo único entre os répteis vivos. Em certa medida, faz lembrar o modo de caminhar dos mamíferos, e tem a mesma sequência de movimentos das patas: anterior esquerda, posterior direita, anterior direita, posterior esquerda. O "passo baixo" é parecido com o "passo alto", mas sem elevar o corpo do chão, sendo bastante diferente do caminhar reptante dos lagartos e salamandras. O animal pode mudar duma forma de caminhar para outra instantaneamente, entretanto o "passo alto" é a sua forma usual de locomoção em terra. O animal pode elevar o corpo e adoptar esta postura imediatamente, ou pode dar um ou dois passos com "passo baixo" antes de elevar o corpo. Ao contrário da maioria dos outros articulados terrestres, quando os crocodilianos aumentam o seu passo aumentam a velocidade, na qual a metade inferior de cada pata (em vez de toda a pata) se move para a frente; deste modo, aumenta o comprimento da passada, enquanto que a duração do passo diminui.
Embora sejam normalmente lentos em terra, os crocodilianos são capazes de fazer rápidas e breves corridas, podendo alguns atingir entre 12 e 14 km/h por curtas distâncias. Podem efectuar uma rápida entrada na água a partir das margens lamacentas deitando-se no chão, retorcendo o corpo de um lado para o outro e estendendo as patas. Em algumas espécies como o Crocodylus porosus, a passada pode progredir até atingirem o galope. Isto implica que as patas posteriores impulsionem o corpo para a frente e as patas anteriores passem a suportar o peso. Em seguida, as patas posteriores movem-se para a frente à medida que a coluna vertebral se flexiona dorsoventralmente, e esta sequência de movimentos repete-se. Durante a locomoção terrestre, um crocodiliano pode manter o dorso e a cauda direitos, dado que as escamas estão unidas às vértebras por músculos. Tanto em terra como na água, os crocodilianos podem saltar ou galgar pressionando a cauda e patas traseiras contra o chão e depois lançando-se para o ar.
Os crocodilos de 3 metros de comprimento do Cretáceo eram bípedes e realmente projetados como o T-Rex.

### Mandíbulas e dentes

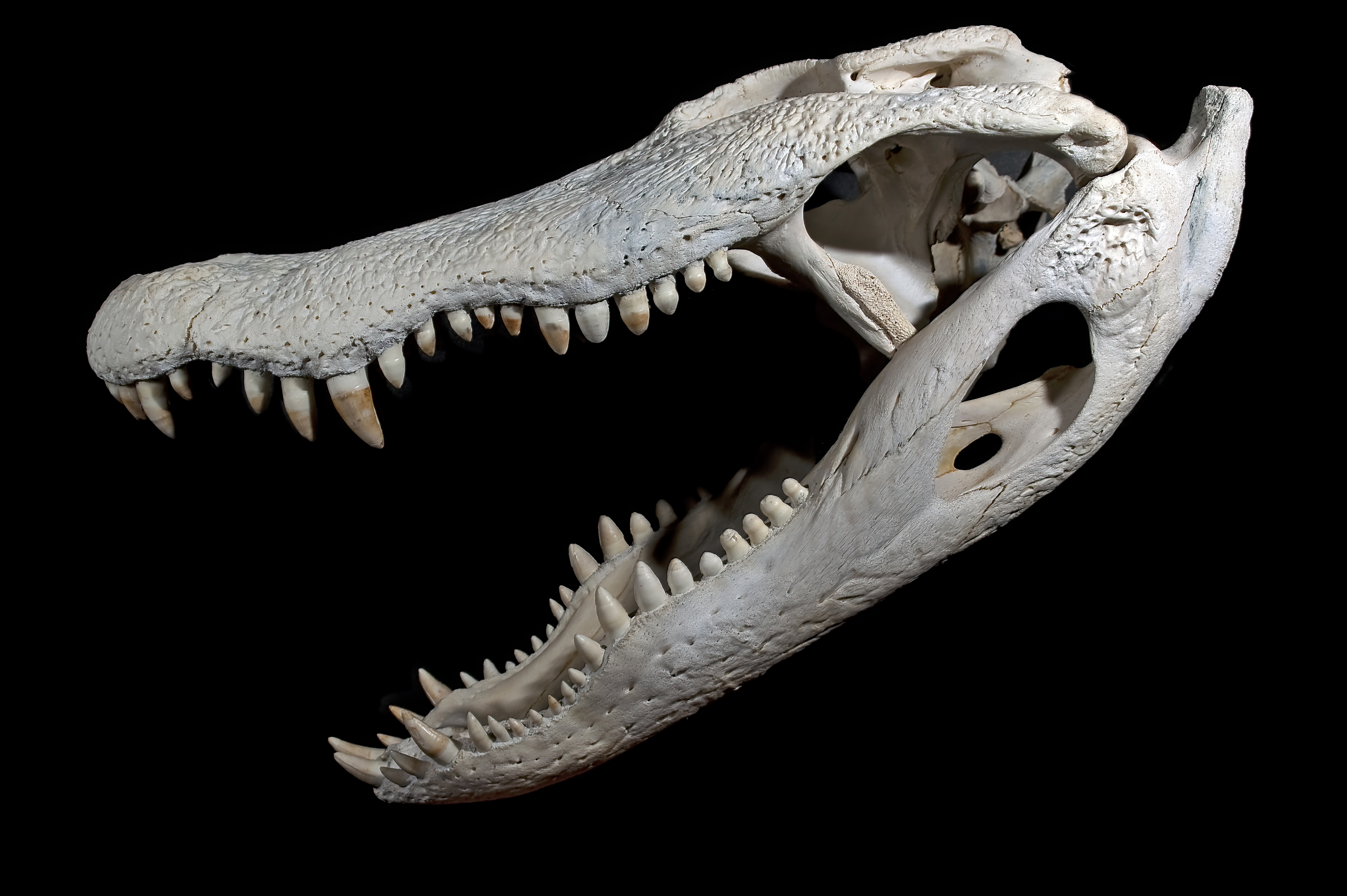
Crânio do aligátor-do-mississippi (Alligator mississippiensis)

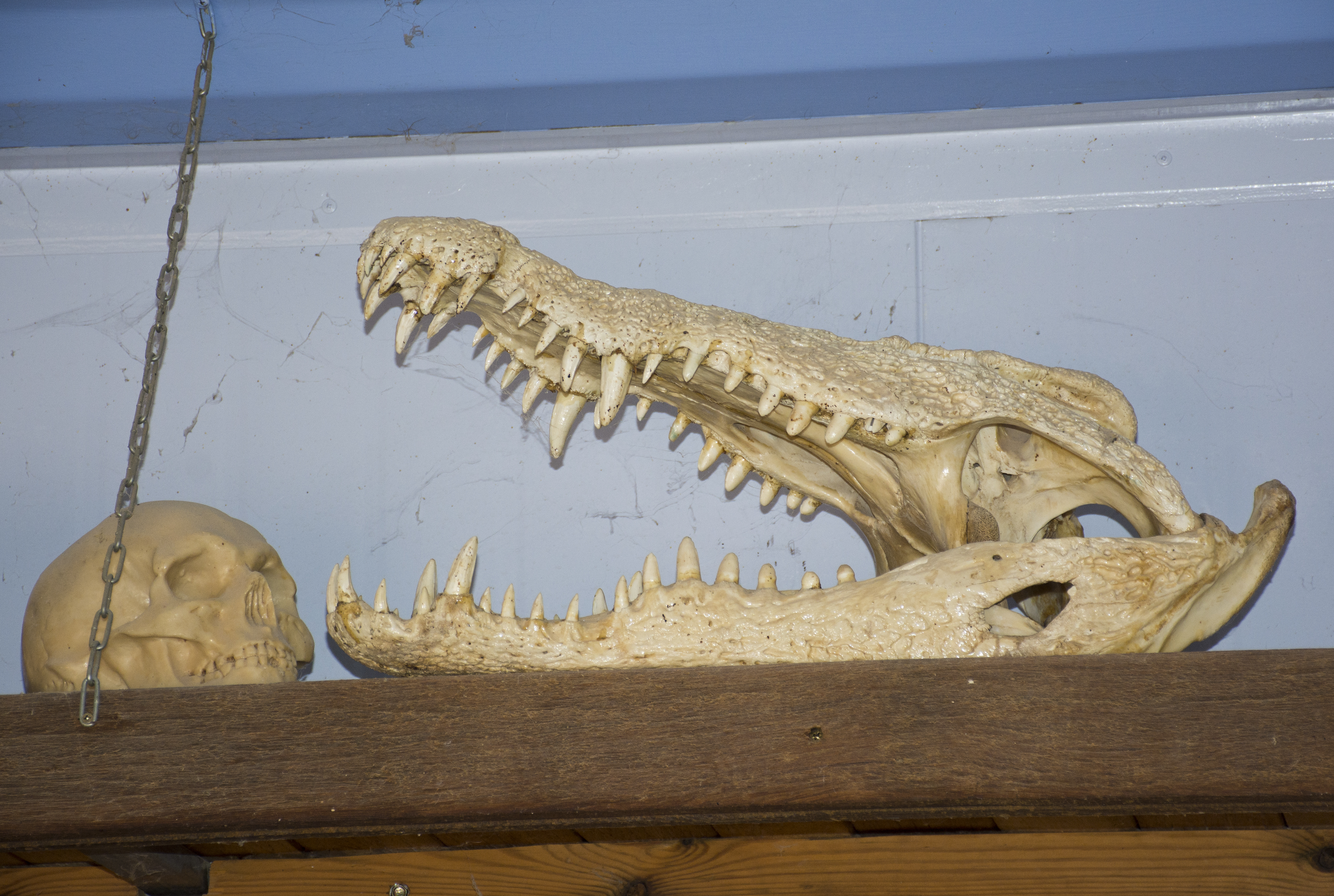
Crânio dum crocodilo-do-nilo (Crocodylus niloticus) comparado com um crânio humano

A forma do focinho dos crocodilianos varia segundo a espécie. Os crocodilos podem apresentar focinhos magros ou largos, enquanto que os aligátores e caimões possuem focinhos predominantemente largos. Os gaviais têm focinhos muito alongados e magros. Os músculos que fecham as mandíbulas são bem mais maciços e potentes do que os que as abrem; assim, uma pessoa é facilmente capaz de fechar a boca dum crocodilo, porém, inversamente, é extremadamente difícil forçar a abertura da boca. Os poderosos músculos que a fecham estão unidos à porção média da mandíbula inferior e a articulação mandibular une-se à articulação atlanto-occipital, o que permite o animal abrir a boca com um ângulo superior a 75º.
Os crocodilos têm uma das forças de mordida mais poderosas do reino animal. Num estudo publicado em 2003, mediu-se a força da mordida de um aligátor-do-mississippi, que atingiu os 2 125 lbf (9 500 N). Num estudo de 2012, um crocodilo-de-água-salgada Crocodylus porosus tinha uma força de mordida ainda superior, de 3 700 lbf (16 000 N). Este estudo não encontrou correlação entre a força da mordida e a forma do focinho. Não obstante, as mandíbulas extremadamente delgadas do gavial são relativamente fracas e melhor adaptadas para fechar rápido a boca. Estima-se que a força de mordida do já extinto Deinosuchus podia alcançar os 23 000 lbf (100 000 N), superior inclusive ao de dinossauros terópodes como o Tyrannosaurus.
Os dentes dos crocodilianos variam de grossos a afiados e com forma de agulha. As espécies de focinho largo têm dentes que variam em tamanho, enquanto que os das espécies de focinho estreito são mais uniformes. Os dentes dos crocodilos e gaviais costumam ser mais visíveis que os dos aligátores e caimões quando as mandíbulas estão fechadas. A forma mais simples de distinguir os crocodilos dos aligátores é observar a sua linha mandibular. Os dentes da mandíbula inferior dos aligátores encaixam-se nas cavidades da mandíbula superior, sendo que apenas os dentes superiores ficam à mostra quando têm a boca fechada. Os dentes do maxilar inferior de um crocodilo encaixam-se nas ranhuras situadas na parte externa da mandíbula superior, fazendo com que sejam visíveis tanto os dentes superiores como os inferiores quando fecham a boca.
Os crocodilos são polifiodontes e podem substituir cada um dos cerca de 80 dentes até 50 vezes ao longo das suas vidas, que podem durar entre 35 e 75 anos. São os únicos vertebrados não mamíferos com alvéolos dentários. Ao lado de cada dente totalmente crescido existe outro pequeno de substituição e uma célula-tronco odontogenética na lâmina dentária em espera, que pode ser activada quando for preciso. À medida que o animal cresce, a substituição dos dentes torna-se significativamente mais lenta e, eventualmente, para à medida que o animal envelhece.

### Pele e escamas

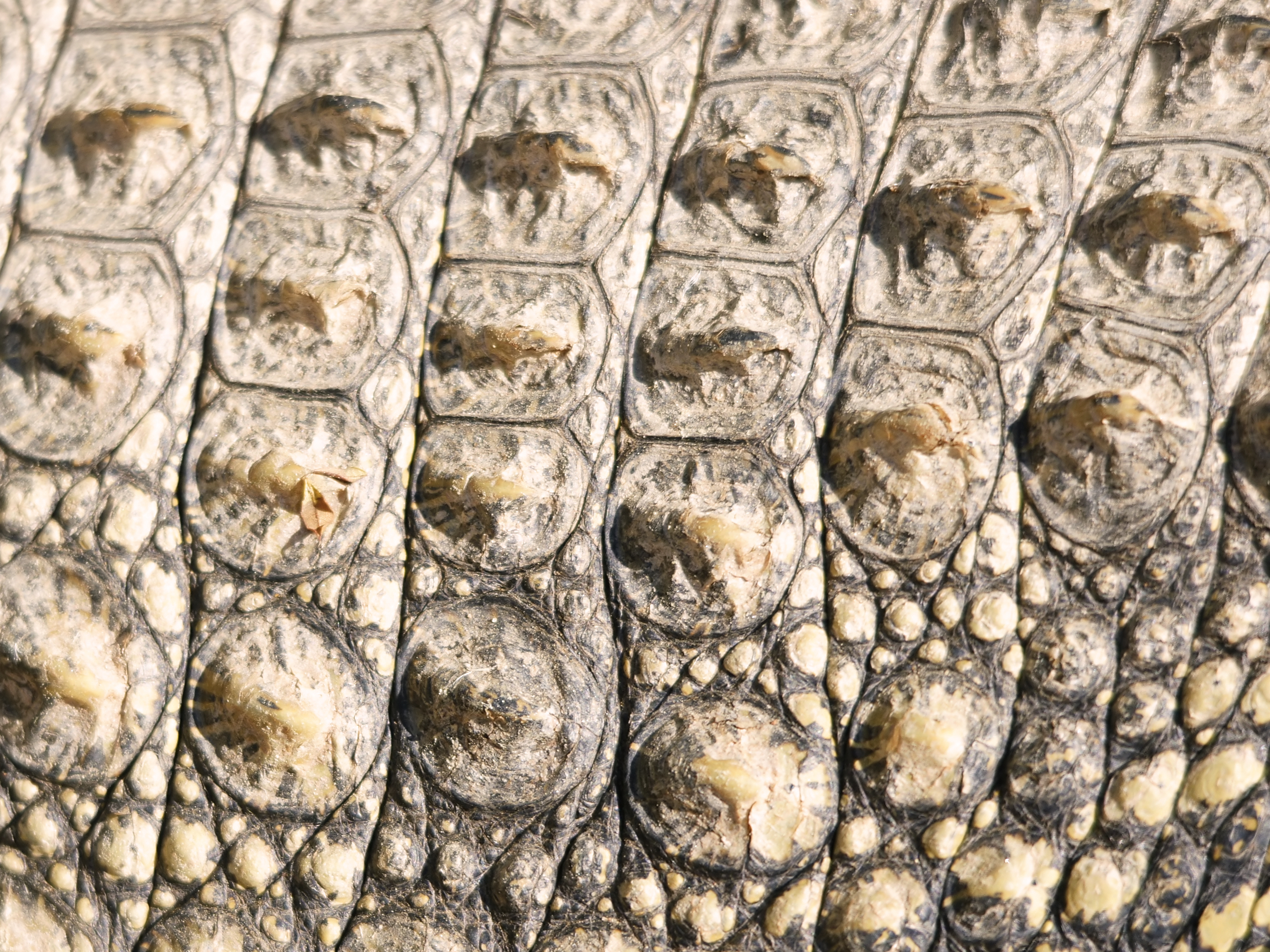
Pele dum crocodilo-do-nilo novo

A pele dos crocodilianos é grossa e cornificada, e é coberta por escamas não sobrepostas chamadas escudos, dispostos em fileiras e padrões regulares. Estas escamas estão a produzir-se continuamente por divisão celular na camada inferior da epiderme, o estrato germinativo, e a superfície de cada escudo desprende-se periodicamente. A superfície externa dos escudos é constituída por beta-queratina relativamente rígida, enquanto que a região articular entre os escudos contém somente a mais flexível alfa-queratina.
Muitos dos escudos encontram-se reforçados por placas ósseas chamadas osteodermas, que são do mesmo tamanho e forma que as escamas superficiais, mas crescem por baixo delas. São mais numerosas no dorso e pescoço do animal e podem formar uma armadura protectora. Normalmente têm cristas grumosas proeminentes, cobertas por uma resistente beta-queratina. A maioria da pele da cabeça está fundida ao crânio. A pele do pescoço e flancos é frouxa, enquanto que a do abdómen e a da parte inferior da cauda está embainhada em grandes escudos quadrados planos dispostos em fileiras bem definidas. Os escudos contêm vasos sanguíneos e podem actuar absorvendo ou radiando calor durante a termorregulação. Investigações realizadas também sugerem que os iões alcalinos libertos no sangue procedentes do cálcio e magnésio dos osteodermos actuam como um tampão quando se encontram muito tempo debaixo de água; de outro modo, com aumento dos níveis de dióxido de carbono causariam acidose.
Alguns escudos contêm um único poro chamado órgão sensorial tegumentário. Os crocodilos e gaviais têm estes escudos em grande parte dos seus corpos, enquanto que os aligátores e caimões só os possuem na cabeça. Não se sabe qual é concretamente a sua função, mas sugere-se que possam ser órgãos mecano-sensoriais. Outra possibilidade é que podem produzir uma secreção oleosa que impede que a lama adira à pele. Existem glándulas tegumentares pares proeminentes nas dobras cutâneas da garganta, e outras nas paredes laterais da cloaca. Propuseram-se várias funções para elas. Podem desempenhar alguma função na comunicação, pois evidências indirectas sugerem que segregam feromonas usadas no cortejo ou na nidação. A pele dos crocodilianos é forte e pode resistir a danos causados pelos seus coespecíficos, e o sistema imunitário é suficientemente eficaz para curar ferimentos em poucos dias.

### Circulação
Os crocodilianos talvez tenham o sistema circulatório mais complexo de todos os articulados. Possuem um coração de quatro câmaras e, ao contrário doutros répteis existentes, têm dois ventrículos e uma aorta esquerda e outra direita, que estão conectadas por um orifício chamado forame de Panizza. Tal como nas aves e mamíferos, os crocodilianos têm válvulas cardíacas que conduzem o fluxo sanguíneo numa só direcção pelas câmaras cardíacas. Também têm válvulas exclusivas com forma de dente que, quando se engrenam, fazem com que o sangue se dirija à aorta esquerda e para fora dos pulmões, e depois de volta para o corpo. Este sistema pode permitir que o animal permaneça submerso por um longo período de tempo, porém esta hipótese tem sido alvo de contestação. Outras possíveis razões para este peculiar sistema circulatório podem estar relacionadas com as necessidades da termorregulação, a prevenção de edemas pulmonares, ou facilitar uma rápida recuperação da acidose metabólica. Reter o dióxido de carbono no corpo permite o aumento dos níveis de secreção ácida gástrica e assim uma maior eficiência digestiva, e o melhor funcionamento de outros órgãos gastrointestinais como o pâncreas, baço, intestino delgado e fígado.
Quando mergulham, a frequência cardíaca dos crocodilianos torna-se cada vez mais lenta até atingir apenas um ou dois latejos por minuto, sendo que o fluxo sanguíneo para os músculos é consideravelmente reduzido. Quando regressa à superfície para respirar, a sua frequência cardíaca acelera em questão de segundos e os músculos recebem apenas sangue recentemente oxigenado. Diferentemente doutros tantos mamíferos marinhos, os crocodilianos apresentam pouca mioglobina para poderem armazenar oxigénio nos músculos. Durante o tempo em que estão debaixo de água, os músculos recebem oxigénio com uma elevada concentração de iões bicarbonato, o que faz com que a hemoglobina do sangue libere oxigénio.

### Respiração
Antigamente acreditava-se que os crocodilianos respiravam como os mamíferos, ou seja, o fluxo de ar circulava nos seus pulmões para dentro e para fora de forma mareal; entretanto, os estudos publicados em 2010 e 2013 concluíram que respiram de forma mais parecida com as aves, com fluxos de ar que se movem nos pulmões num circuito unidirecional. Sempre que um crocodiliano inala, o ar flui através da traqueia e dos dois brônquios primários (vias primárias), que se ramificam noutras vias aéreas secundárias. O ar continua a mover-se através destes, depois passa por vias terciárias mais estreitas, e em seguida por vias secundárias que não haviam ainda sido usadas. O ar flui de volta para as vias primárias e é exalado para o exterior. Estas válvulas aerodinâmicas na árvore bronquial foram hipotetizadas para explicar como é possível que os crocodilianos tenham um fluxo de ar unidireccional sem o auxílio dos sacos aéreos que as aves possuem.
Os pulmões dos crocodilianos estão ligados ao fígado e à pélvis pelo músculo diafragmático (análogo ao diafragma dos mamíferos). Durante a inalação, os músculos intercostais externos expandem as costelas, permitindo que o animal tome mais ar, enquanto que o músculo isquiopúbico faz com que os quadris se movam para baixo e puxem a barriga para fora, o músculo diafragmático puxe o fígado para trás. Quando exalam, os músculos intercostais internos empurram as costelas para dentro, enquanto que o músculo recto abdominal empurra os quadris e o fígado para a frente e o ventre para dentro. À medida que os pulmões se expandem no espaço anteriormente ocupado pelo fígado e se comprimem quando se movem para trás, esse movimento é designado por "pistão do fígado". Os crocodilos também podem usar esses músculos para ajustar a posição de seus pulmões, controlando assim a sua flutuabilidade na água. O animal afunda quando puxa os pulmões em direção à cauda e flutua quando os puxa para a cabeça. Isto permite que os crocodilianos andem pela água sem criar distúrbios que possam chamar a atenção a possíveis presas. Com isto, também podem girar e retorcer-se, movendo os pulmões lateralmente.
Enquanto nadam e submergem, os crocodilianos parecem utilizar mais o volume pulmonar para a flutuação do que propriamente para armazenar oxigénio. Pouco antes de submergir, o animal exala o ar para reduzir o seu volume pulmonar atingindo uma força ascensional (flutuabilidade) negativa. Quando submersos, os crocodilianos fecham as fossas nasais hermeticamente. Todas as espécies possuem uma válvula palatal, que é uma aba membranosa da pele na parte de trás da cavidade oral que impede que a água flua para o interior da garganta, esófago e traqueia. Isso permite que eles abram a boca embaixo d'água sem se afogarem. Normalmente, podem permanecer debaixo de água por até quinze minutos seguidos, no entanto alguns podem conter a respiração por cerca de duas horas em condições ideais. Não se sabe ao certo qual é a profundidade máxima que conseguem alcançar, mas sabe-se que os crocodilos podem mergulhar até pelo menos 20 m.

### Digestão
Os crocodilianos têm dentes que se adaptaram para capturar e agarrar as suas presas, e engolem a comida sem mastigar. O tracto digestivo é relativamente curto, uma vez que a carne é uma substância bastante simples de digerir. O estômago está dividido em duas partes: uma moela muscular que tritura a comida, e uma câmara digestiva na qual as enzimas actuam. O estômago é mais ácido do que o doutros articulados e contém cristas para gastrólitos, que têm uma função na ruptura mecânica da comida engolida inteira ou em grandes quantidades. A digestão é feita mais rapidamente durante o tempo quente. Apresentam uma taxa metabólica muito baixa e, consequentemente, baixas necessidades energéticas. Isto permite-lhes sobreviver durante muitos meses com uma única refeição completa, digerindo a comida lentamente. Podem resistir a um jejum prolongado, vivendo da gordura armazenada entre as refeições. Inclusivamente, as crias recém-nascidas podem resistir cerca de 58 dias sem comida, perdendo nesse período 23% do seu peso corporal. Um crocodilo adulto precisa entre uma décima e uma quinta parte da comida que necessitaria um leão do mesmo peso, podendo viver meio ano sem comer.

### Termorregulação

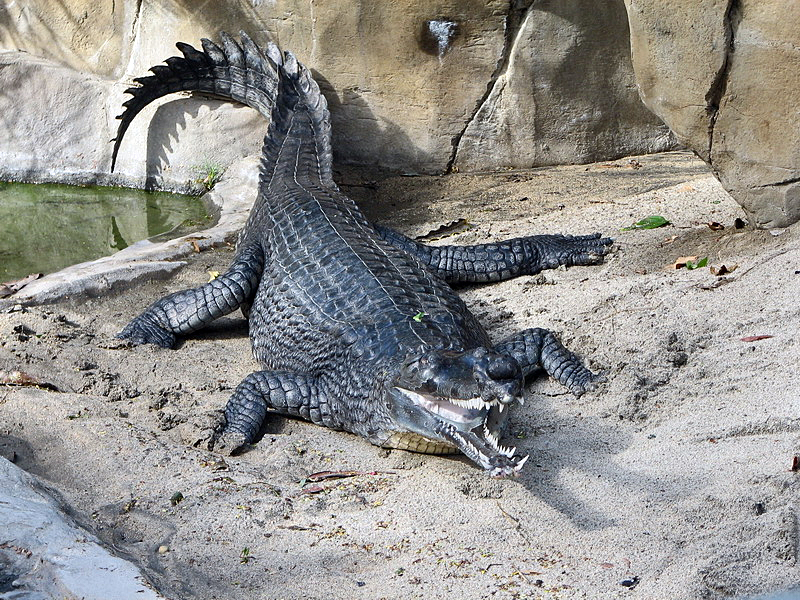
Gavial indiano em cativeiro apanhando sol e abrindo a boca

Os crocodilianos são ectotérmicos, produzem pouco calor internamente e dependem de fontes de calor externas para manter a sua temperatura corporal. O sol é a sua principal fonte de calor, enquanto que a imersão na água pode também aumentar a sua temperatura por condução, ou arrefecer o animal se estiver um tempo muito quente. O principal método utilizado para regular a temperatura é comportamental. Por exemplo, um aligátor em regiões temperadas pode começar o dia a tomar banhos de sol em terra. Um animal volumoso aquece-se mais lentamente, mas depois de algum tempo regressa à água, onde mantém exposta ao sol a sua superfície dorsal. Durante a noite permanece submerso, e a sua temperatura baixa lentamente. O período que passa a apanhar sol é maior no Inverno e menor no Verão. Para os crocodilos dos trópicos, evitar o sobreaquecimento torna-se uma preocupação comum. Podem apanhar sol brevemente pela manhã, mas depois vão para a sombra, permanecendo ali o resto do dia, ou mergulham na água para se refrescar. O acto de abrir a boca pode ajudar no arrefecimento dos seus corpos, por meio da evaporação de líquidos do revestimento da boca. De todas estas formas, o nível de temperatura dos crocodilianos mantém-se geralmente entre os 25 e 35 °C, permanecendo principalmente entre os 30 e 33 °C.
As áreas de distribuição dos aligátores da América e da China abrangem regiões que por vezes passam por períodos de congelação no Inverno. Como são ectotérmicos, a temperatura interna do corpo dos crocodilianos baixa à medida que a temperatura desce, e eles ficam num estado inactivo. Voltam a estar activos nos dias quentes, mas geralmente não se alimentam com refeições completas durante o Inverno nessas zonas. Com o tempo frio, permanecem submersos com a cauda em águas mais profundas e menos frias, mantendo à superfície apenas as narinas. Se se forma gelo na água, os crocodilos conservam buracos livres de gelo para poderem respirar, havendo inclusive casos em que se observou que os seus focinhos congelavam no gelo. Através de sensores sensíveis à temperatura implantados em aligátores-do-mississippi selvagens foi possível constatar que as temperaturas do núcleo interno do seu corpo podiam descer até cerca de 5 °C (41 °F) mas, desde que permaneçam capazes de respirar não apresentam efeitos nocivos assim que o tempo aquece.

### Osmorregulação

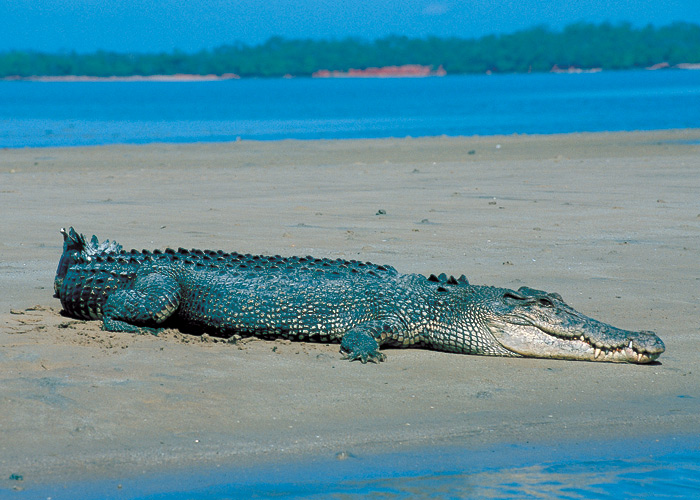
O crocodilo-de-água-salgada Crocodylus porosus enquanto descansa numa praia

Nenhuma espécie viva de crocodilianos pode ser considerada verdadeiramente marinha. Apesar de o chamado crocodilo-de-água-salgada (Crocodylus porosus) e o crocodilo-americano (Crocodylus acutus) poderem nadar mar adentro, os seus habitats normais são as desembocaduras de rios, estuários, manguezais e lagos hipersalinos. Não obstante, várias espécies extintas tinham habitats marinhos, incluindo o recentemente extinto Gavialis papuensis, que vivia em habitats completamente marinhos das costas das Ilhas Salomão. Todos os crocodilianos necessitam manter os níveis adequados de concentração de sais nos fluidos corporais. A osmorregulação está relacionada com a quantidade de sais e água que permuta com o meio ambiente. A absorção de água e sais dá-se pelo recobrimento da boca, sempre que bebem água, quando acidentalmente engolem água ao se alimentarem, e dos sais presentes na comida. O corpo perde água de várias formas, como sempre que respiram, pela urina e fezes, através da pele e pelas glándulas excretoras de sal presentes na língua, as quais só se encontram em crocodilos e gaviais. A pele é uma barreira bastante eficiente tanto contra a água como contra iões. A abertura da boca provoca perda de água por evaporação a partir da mucosa bucal, e em terra também perdem água através da pele. Os maiores exemplares conservam melhor a homeostase em momentos de stress osmótico do que os mais pequenos. Os crocodilianos recém-nascidos são muito menos tolerantes à exposição à água salgada do que outros indivíduos juvenis de idade mais avançada, provavelmente porque possuem uma maior relação área superficial-volume.
Os rins e o sistema excretor são muito parecidos com os doutros répteis, contudo os crocodilianos não possuem bexiga. Em água doce, a osmolalidade (a concentração de soluções que contribuem para a pressão osmótica duma dissolução) no plasma sanguíneo é muito maior do que na água que o rodeia. Os animais são bem hidratados, a urina na cloaca é abundante e diluída, e o nitrogénio é excretado na forma de bicarbonato amónico. A perda de sódio é baixa e dá-se sobretudo através da pele em condições de água doce. Na água do mar, ocorre o contrário. A osmolalidade no plasma é menor do que na água que o rodeia, provocando um efeito desidratante para o animal. A urina cloacal é muito mais concentrada, branca e opaca, e os resíduos nitrogenados expulsos encontram-se essencialmente na forma de ácido úrico insolúvel.

## Ecologia e história vital

### Distribuição ehabitat

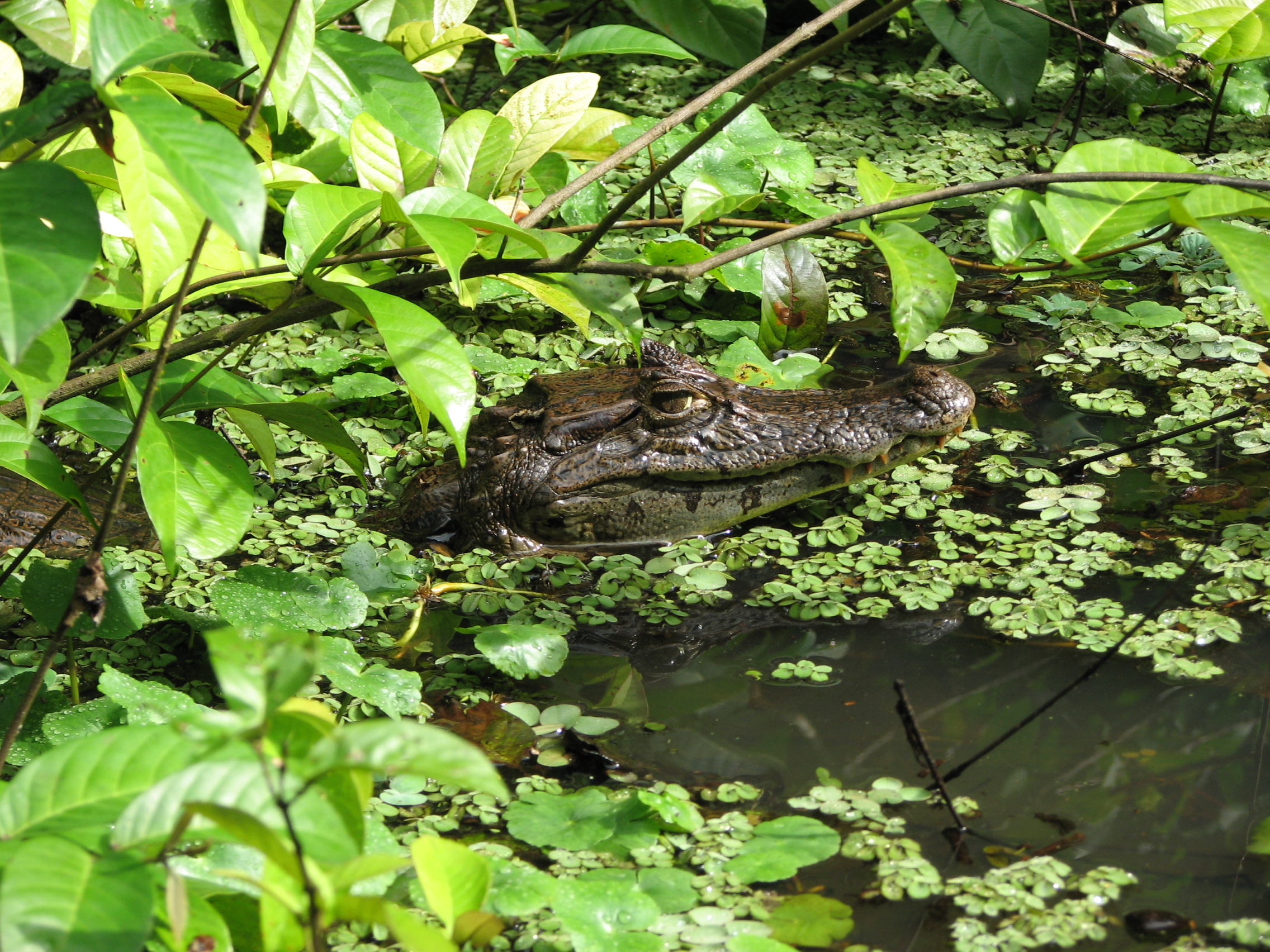
Caimão-comum imerso em água coberta de vegetação

Os crocodilianos são répteis de vida anfíbia, que passam parte do seu tempo na água e outra parte em terra. O último género sobrevivente que era totalmente terrestre, Mekosuchus, extinguiu-se há cerca de 3 000 anos assim que os humanos chegaram às ilhas do Pacífico, como que a extinção foi possivelmente antropogénica. Os crocodilianos são maiormente animais dos trópicos; à excepção dos aligátores autóctones na América do Norte e na China, que vivem no sudeste dos Estados Unidos até muito a norte dos trópicos e no rio Yangtzé, respectivamente. O único sítio do mundo onde convivem crocodilos e aligátores é a Flórida, nos Estados Unidos. A maioria dos crocodilos vivem em terras baixas, e alguns podem ser encontrados a 1.000 m de altitude, onde as temperaturas são normalmente 5 °C (9 °F) mais baixas do que na costa. Nenhum deles reside permanentemente no mar, embora haja alguns que se possam aventurar nele, e várias espécies toleram as águas salobras dos estuários, manguezais e a salinidade extrema de lagos hipersalinos. O crocodilo-de-água-salgada Crocodylus porosus é o crocodiliano com uma distribuição mais ampla, estendendo-se desde o leste da Índia à Nova Guiné e norte da Austrália. Grande parte do seu êxito deve-se à sua capacidade de nadar pelo mar e colonizar novos lugares, mas não se restringe a ambientes marinhos, passando muito do seu tempo nos estuários, rios e grandes lagos.
As diferentes espécies utilizam vários tipos de habitats aquáticos. Algumas espécies são relativamente mais terrestres e preferem os pântanos, as lagoas e as ribeiras aos lagos, onde podem apanhar sol, havendo abundância de vida vegetal que pode sustentar uma fauna diversificada. Outros passam mais tempo na água e habitam os troços baixos dos rios, manguezais e estuários. Estes habitats também possuem uma rica flora, proporcionando comida em abundância. Os gaviais asiáticos encontram peixes dos quais se alimentam em lagoas e remansos de rios com correntes rápidas. Os caimões-anões do sul da América habitam em correntes rápidas e frias, frequentemente perto de quedas-d'água, e outros caimões vivem em rios lentos e lagos de águas quentes. Os crocodilos habitam principalmente os rios, e o aligátor da China encontra-se em rios lentos turvos que percorrem as planícies inundáveis da China. O aligátor norte-americano é uma espécie adaptável e habita em pântanos, rios ou lagos de águas límpidas ou quentes. Os factores climáticos também afectam a sua distribuição local. Durante a estação seca, os caimões podem ficar restringidos a poças profundas dos rios durante vários meses; na estação das chuvas, grande parte da savana dos Llanos (Venezuela) fica desolada, e os crocodilianos espalham-se por toda a planície. Os crocodilos-do-deserto na Mauritânia adaptaram-se ao seu ambiente árido permanecendo em buracos ou tocas num estado de estivação durante os períodos mais secos. Quando chove, estes répteis reúnem-se nas ali chamadas gueltas (poças, lagoas).

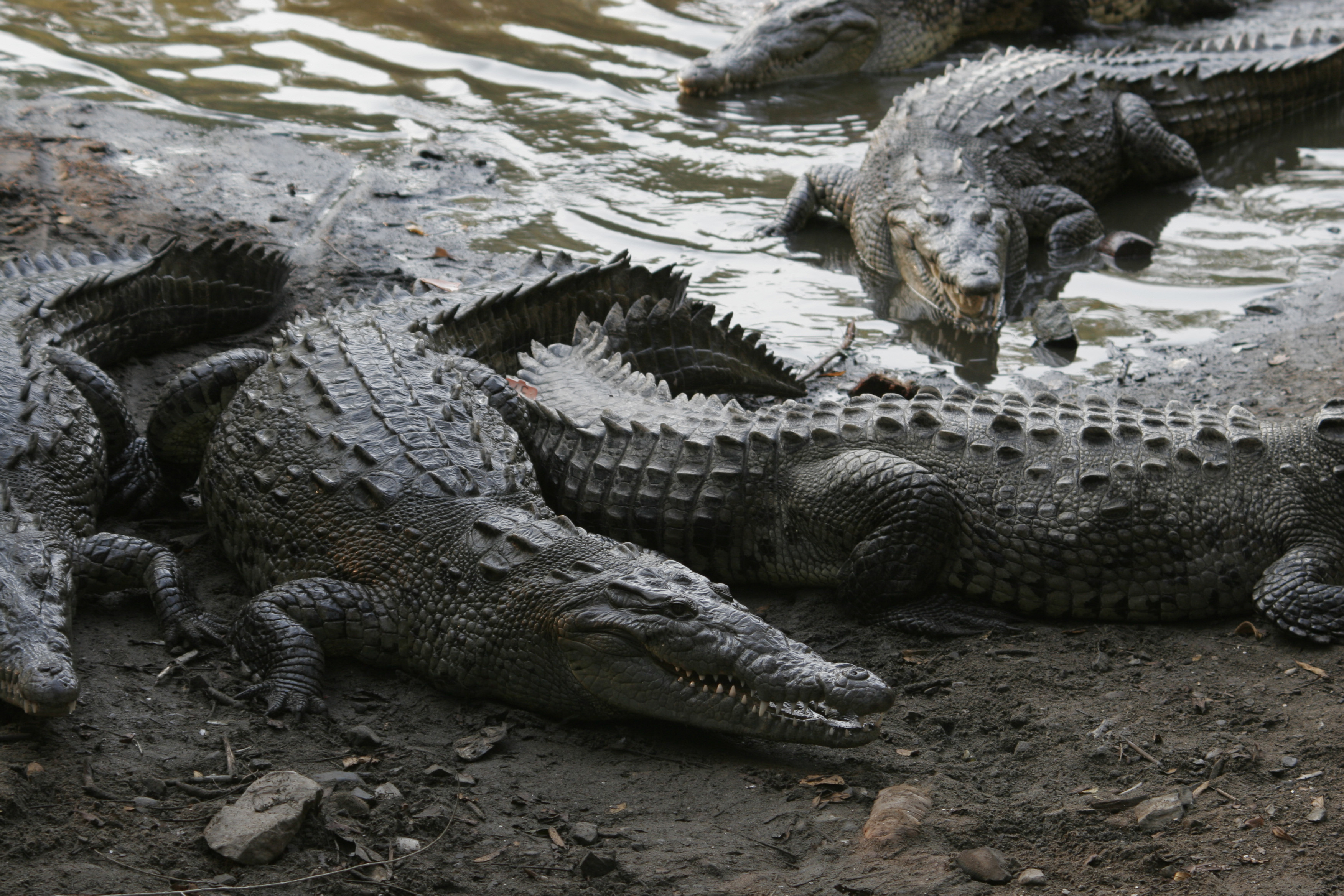
Crocodilos americanos apanhando sol

A terra seca é também importante para os crocodilianos, uma vez que lhes proporciona oportunidades para banharem-se ao sol, fazer os ninhos e fugir das temperaturas extremas. Ao abrirem a boca evaporam a humidade e isto tem um efeito refrescante, e várias espécies utilizam tocas pouco fundas em terra para se manterem frescos. Rebolar na lama pode também ajudá-los a evitar o sobreaquecimento. Quatro espécies de crocodilos podem trepar árvores de fácil acesso para apanhar sol em zonas com falta de ribeiras. O tipo de vegetação que beira os rios e lagos habitados por eles é essencialmente a floresta tropical húmida, com manguezais nas zonas de estuário. Estas florestas são de grande importância para estes animais, porque criam micro-habitats adequados nos quais podem prosperar. As raízes das árvores absorvem água quando chove, liberando-a depois lentamente no meio ambiente. Quando se devasta floresta para dar lugar à agricultura, os rios tendem a encher-se de limo, a água escoa rapidamente, os cursos de água podem secar na estação seca e pode haver inundações na estação húmida. A destruição dos habitats florestais é provavelmente uma ameaça maior para os crocodilianos do que a caça.

### Ocupação do espaço
Os crocodilianos adultos são tipicamente territoriais e solitários. Os indivíduos podem defender os locais onde apanham sol, os sítios de nidificação, zonas de alimentação, resguardos e sítios onde passam o Inverno. Os machos dos crocodilos-de-água-salgada estabelecem territórios anuais que abrangem vários locais de nidificação das fêmeas. Algumas espécies são ocasionalmente gregárias, especialmente durante as secas, quando vários indivíduos se reúnem nos sítios com água remanescente da seca. Os indivíduos de algumas espécies podem partilhar sítios para apanhar sol em certos momentos do dia.

### Alimentação

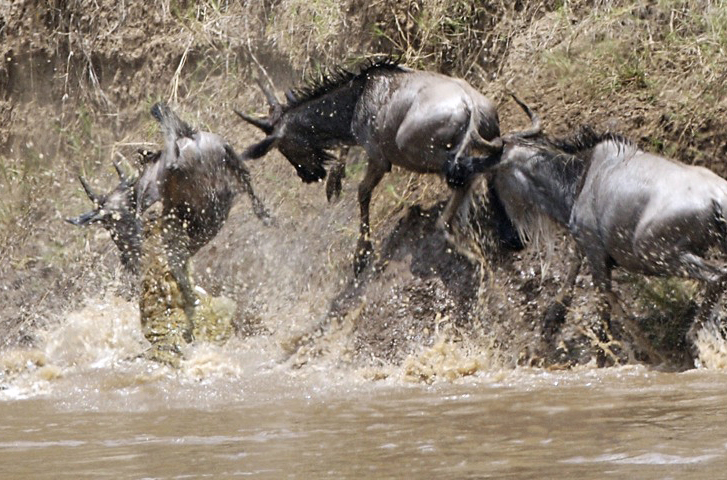
Crocodilo-do-nilo emboscando um gnu em migração enquanto atravessa o rio Mara

São animais fundamentalmente carnívoros, e as dietas das diferentes espécies podem variar com relação à forma do focinho e a agudeza dos dentes. As espécies com dentes afiados e focinhos delgados e compridos, como o gavial e o crocodilo-de-água-doce-australiano, estão especializadas para comer peixes, insectos e crustáceos, enquanto que as espécies com focinhos muito largos e dentes grossos, como o aligátor da China e o caimão C. latirostris, especializaram-se a comer moluscos com conchas duras. As espécies com focinhos e dentes com características intermédias entre as outras duas, como o crocodilo-de-água-salgada e o aligátor-do-mississippi, têm dietas generalizadas e oportunisticamente comem invertebrados, peixes, anfíbios, outros répteis, aves e mamíferos. Embora sejam essencialmente carnívoros, várias espécies foram observadas a comer frutas, pelo que podem exercer um importante papel na dispersão de sementes nos seus habitats.
Em geral, os crocodilianos são predadores de vigia e emboscada, ainda que as estratégias de caça dependam da espécie e das presas que vão caçar. As presas terrestres são vigiadas na beira da água e depois agarradas e afogadas na água. Os gaviais e outras espécies piscívoras movem lateralmente as suas mandíbulas de um lado para o outro para capturar as presas e estes animais podem saltar da água a uma altura considerável para caçar aves, morcegos, e peixes saltadores. Os animais pequenos podem ser mortos com traumatismos cervicais assim que o predador sacode a cabeça. Os caimões usam as suas caudas e corpos para conduzir os peixes para águas pouco profundas. Também escavam para recolher invertebrados que se encontram enterrados nos fundos, e o Paleosuchus trigonatus pode inclusive caçar em terra. Algumas espécies foram observadas fazendo uso de paus e ramos para atrair aves que estão a construir ninhos. Os crocodilos-do-nilo caçam cooperativamente, e vários indivíduos podem alimentar-se de uma mesma carcaça. A maioria das espécies come qualquer coisa apropriada que esteja ao seu alcance e é também de necrófaga oportunista.

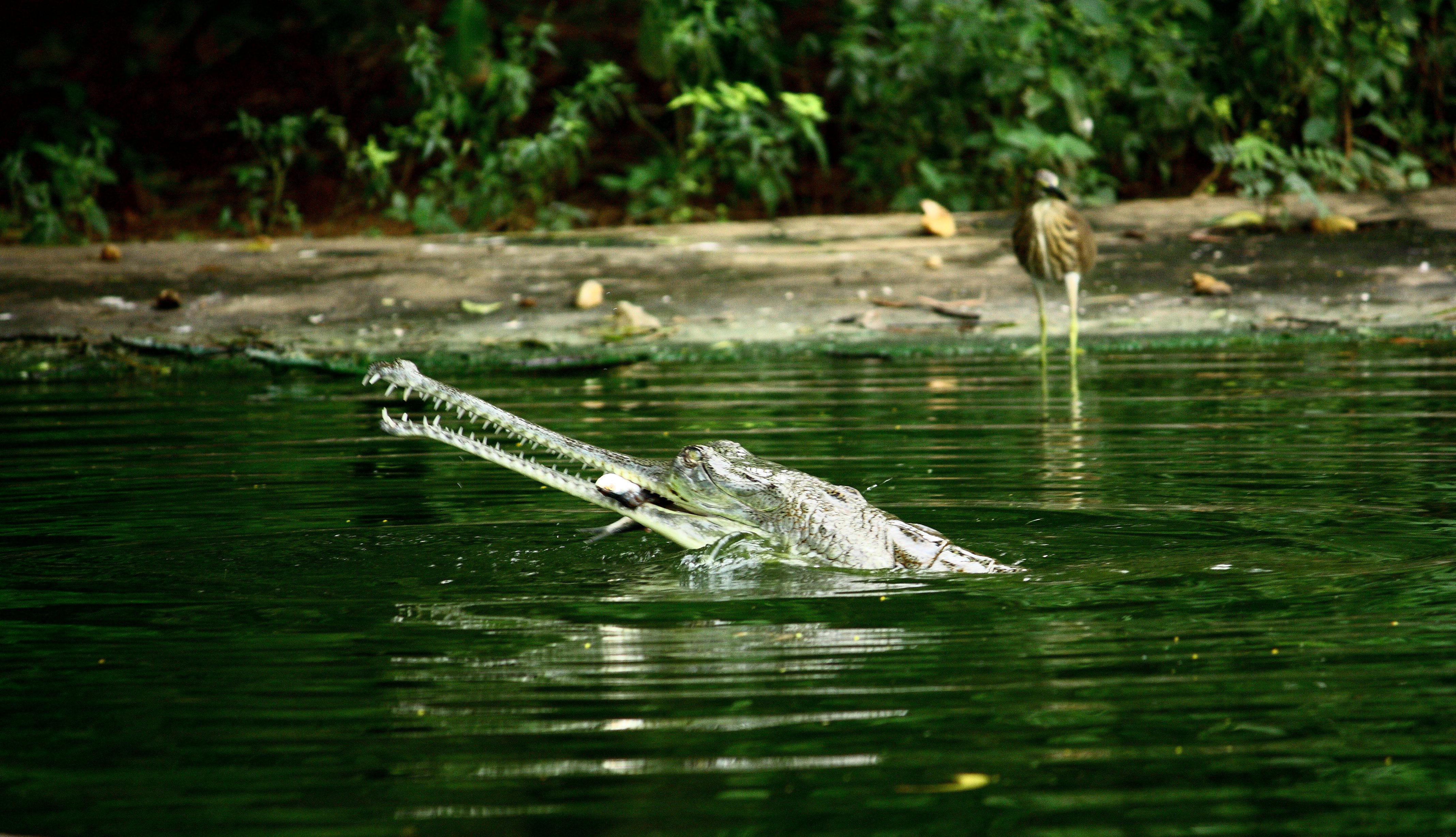
Um gavial a comer um peixe

Os crocodilianos são incapazes de mastigar e têm que engolir a comida inteira, pelo que as presas que são muito grandes devem ser despedaçadas. São incapazes de comer um animal grande com uma pele grossa, e podem aguardar até que esta apodreça e se torne simples de rasgar. Para rasgar um pedaço de carne duma grande carcaça, um crocodiliano gira o seu corpo continuamente enquanto o agarra com as mandíbulas, uma manobra conhecida como o "rolo da morte". Durante a alimentação cooperativa, alguns indivíduos podem manter a presa fixa, enquanto que outros realizam os giros. Os animais não lutam nesse momento, e cada um retira-se com um pedaço de carne e espera pela sua vez de se alimentar. Normalmente alimentam-se com a cabeça fora da água. A comida é segurada com as pontas das mandíbulas e atirada para a parte de trás da boca com uma sacudidela da cabeça para cima e depois engolida. Os crocodilos-do-nilo podem armazenar carcaças debaixo d'água para consumo posterior.

### Reprodução

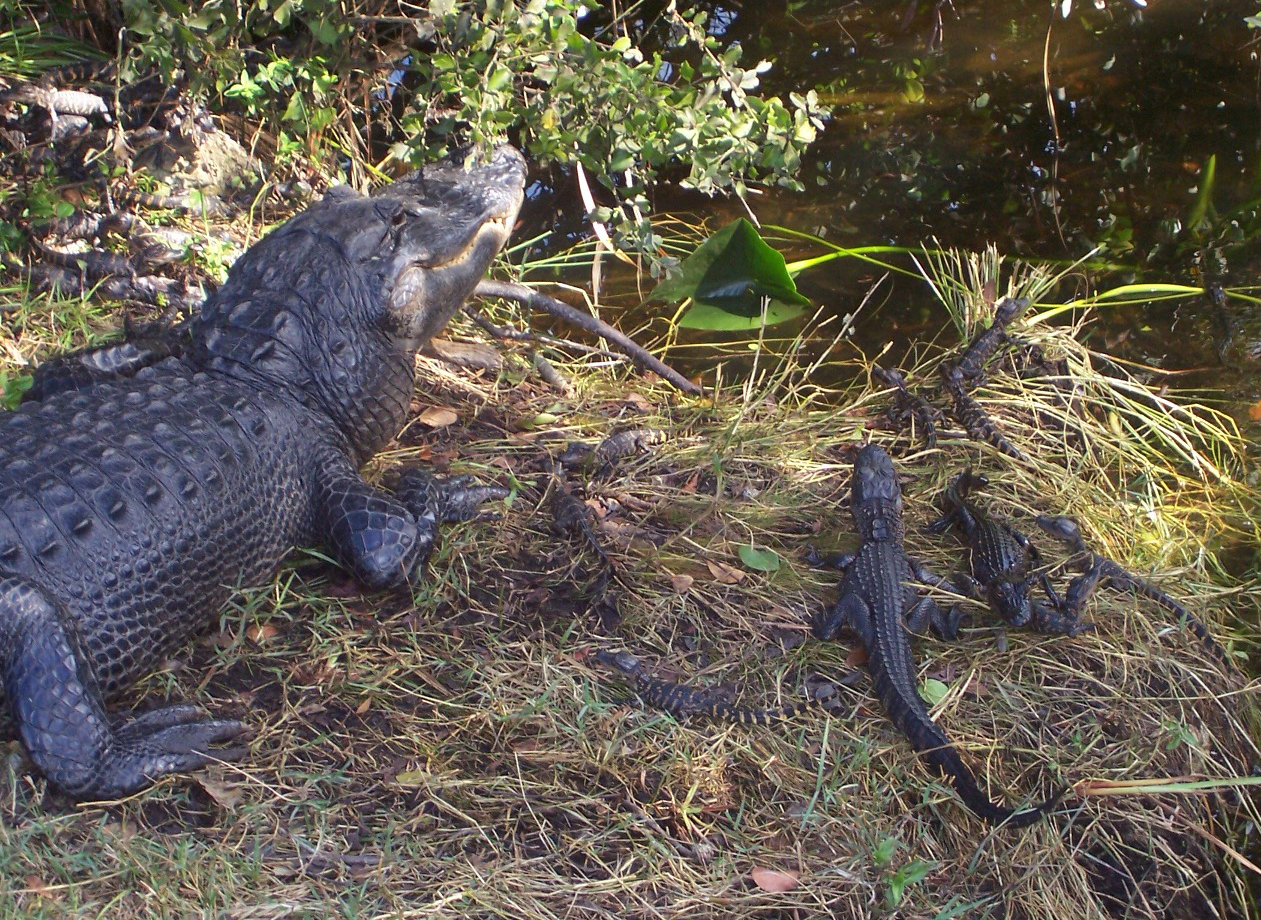
Uma progenitora aligátor-do-mississippi com o seu ninho e crias

Os crocodilianos são geralmente políginos, e cada macho acasala com tantas fêmeas quanto possa. É possível observarem-se casais monogâmicos em aligátores-do-mississippi. Os machos dominantes patrulham e defendem territórios que contêm várias fêmeas. Os machos de algumas espécies, como o aligátor-do-mississippi, atraem as fêmeas com um elaborado cortejo sexual. Durante o cortejo, os machos e fêmeas podem esfregar-se um contra o outro, dar voltas ao redor um do outro e realizar exibições de natação. O coito ocorre normalmente na água. Quando a fêmea está pronta para acasalar, ela arqueia as suas costas enquanto mergulha a cabeça e a cauda. O macho esfrega o pescoço da fêmea e depois agarra-a com as suas patas traseiras, posicionando a sua cauda sob a dela para que as cloacas fiquem alinhadas e o seu pénis possa penetrar a fêmea. O acasalamento pode durar até 15 minutos, durante os quais o casal mergulha e regressa à superfície num processo que se repete continuamente. Embora os machos dominantes geralmente monopolizem as fêmeas reprodutoras, sabe-se que existe paternidade múltipla nos aligátores-do-mississippi, em que até três machos podem gerar descendência numa única ninhada. Um mês depois do acasalamento, a fêmea começa a construir o ninho.

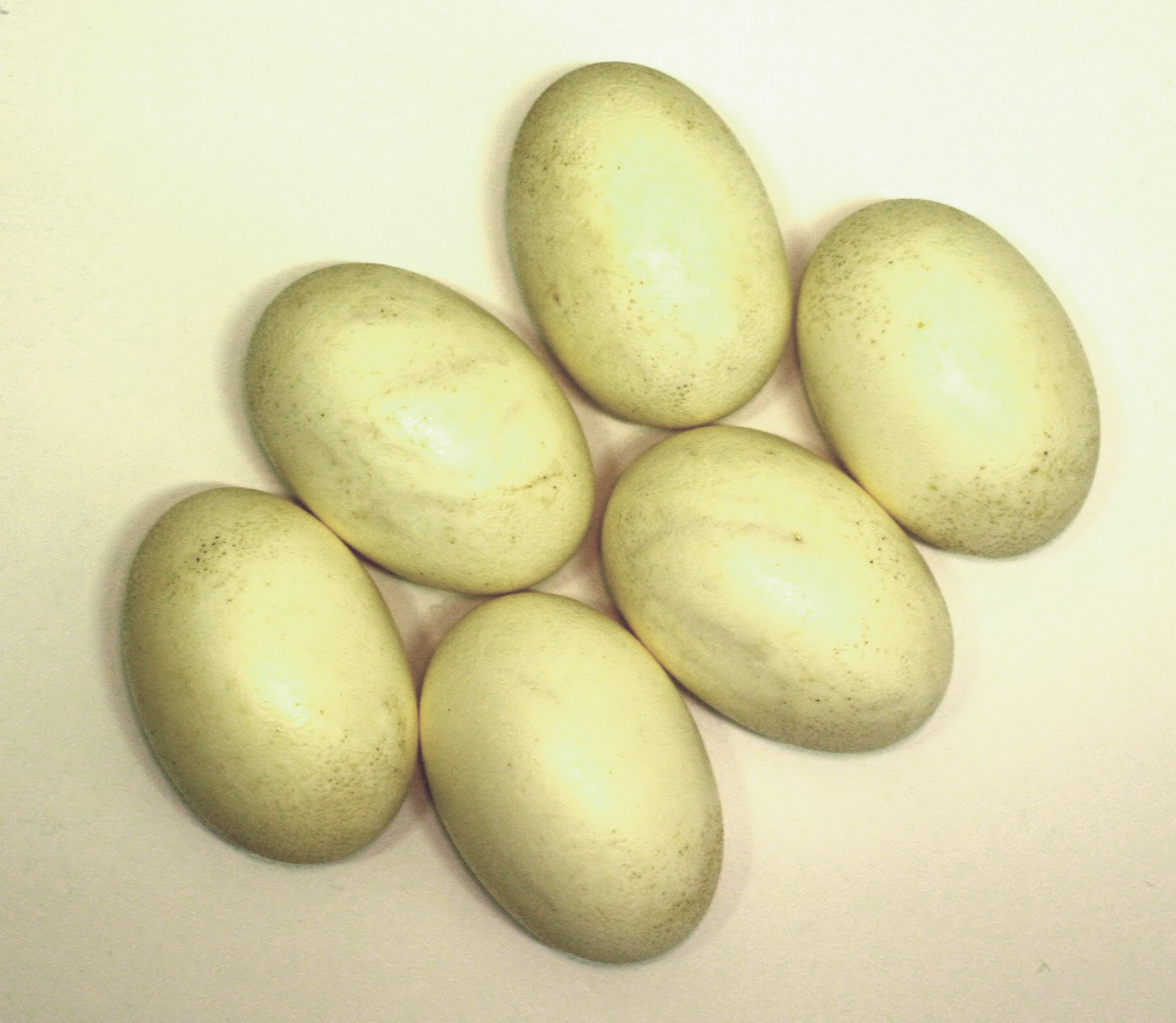
Ovos do crocodilo-do-nilo

Dependendo da espécie, as fêmeas podem construir ninhos em forma de buracos ou montes, estes últimos feitos de vegetação, folhas caídas, areia ou material do solo. Constroem os ninhos perto das suas tocas ou covas. Os ninhos de diferentes fêmeas podem esporadicamente ficar bastante próximos, particularmente em espécies que nidificam em buracos. O número de ovos de uma ninhada pode variar entre dez a cinquenta. Os ovos estão protegidos por duras cascas feitas de carbonato de cálcio. O período de incubação é de dois ou três meses. A temperatura de incubação determina o sexo das crias. As temperaturas constantes no ninho acima de 32 °C (90 °F) produzem mais machos, enquanto que temperaturas abaixo de 31 °C (88 °F) produzem mais fêmeas. Porém, o sexo dos crocodilianos pode ser determinado num intervalo muito curto, e os ninhos estão submetidos a mudanças de temperatura; como consequência, a maioria dos ninhos naturais produzem crias dos dois sexos, embora possa também haver ninhadas que deem origem a um só sexo.
As criações podem eclodir todas numa só noite. Os crocodilianos são únicos entre os répteis pela grande quantidade de cuidados parentais que prestam às crias. A mãe ajuda a desenterrar as crias do ninho e transporta-as para a água na sua boca. As crias acabadas de eclodir reúnem-se e permanecem perto da progenitora. No jacaré-de-óculos dos Llanos venezuelanos, várias progenitoras deixam as suas crias numa mesma creche, e uma das mães fica de vigia. As crias de muitas espécies tendem a apanhar sol em grupo durante o dia e dispersam-se durante a noite para se alimentarem. O tempo que demoram para atingirem a idade de independência pode variar. Nos aligátores-do-mississippi, os grupos de jovens associam-se a adultos durante um ou dois anos, enquanto que os crocodilos-de-água-salgada e do-nilo juvenis tornam-se independentes em poucos meses.

### Comunicação
A vida social dos crocodilos começa ainda quando estão dentro do ovo, porque as crias começam a comunicar-se entre si antes de eclodirem. Comprovou-se que um leve ruído de repeniques que se faça perto do ninho é repetido pelas crias, uma após a outra. Esta comunicação precoce pode ajudá-las a eclodir simultaneamente. Depois de saírem do ovo, um jovem produz gemidos e grunhidos espontaneamente ou como resultado de estímulos externos e inclusive adultos não aparentados respondem rapidamente a chamadas de angústia dos jovens.
As vocalizações são frequentes quando os jovens se dispersam, e de novo quando se reúnem pela manhã. Os adultos que estão nas proximidades, provavelmente os pais, também dão sinais de aviso na presença de predadores ou alertam as crias sobre a presença de comida. O índice e quantidade de vocalizações varia com a espécie. Os aligátores são os mais ruidosos, enquanto que algumas espécies de crocodilos são quase completamente silenciosas. As fêmeas adultas de crocodilo-da-nova-guiné e do crocodilo-siamês rugem quando se aproxima outro adulto, enquanto que os crocodilos-do-nilo grunhem ou bramem numa situação parecida. O aligátor-do-mississippi é excepcionalmente ruidoso; emite uma série de cerca de sete bramidos ou urros guturais, cada um com um par de segundos, em intervalos de dez segundos. Também faz vários grunhidos e bufos. Os machos produzem vibrações na água para enviar sinais infrassónicos que servem para atrair as fêmeas e intimidar os machos rivais. Uma protuberância maior situada na extremidade do focinho do macho do gavial pode servir como ressoador dos sons.
Outra forma de comunicação acústica são os golpes com a cabeça. Estes normalmente começam quando o animal, estando na água, ergue o focinho e mantém-se quieto. Passado algum tempo, abre consideravelmente as mandíbulas e depois fecha-as de repente como se estivesse a morder, o que provoca um forte ruído, e isto é imediatamente seguido por um forte golpe contra a água, depois do qual pode mergulhar a cabeça e produzir muitas borbulhas. Algumas espécies em seguida rugem, enquanto que outras dão pancadas na água com as suas caudas. Os episódios de golpear com a cabeça estendem-se a todo o grupo. O propósito deste comportamento varia, mas parece estar associado com a manutenção de relações sociais, sendo também utilizado no cortejo. Os indivíduos dominantes podem ainda exibir o seu tamanho corporal enquanto nadam na superfície de água, e um subordinado submete-se colocando a cabeça num ângulo agudo com as mandíbulas abertas antes de se retirar para baixo de água.

### Crescimento e mortalidade

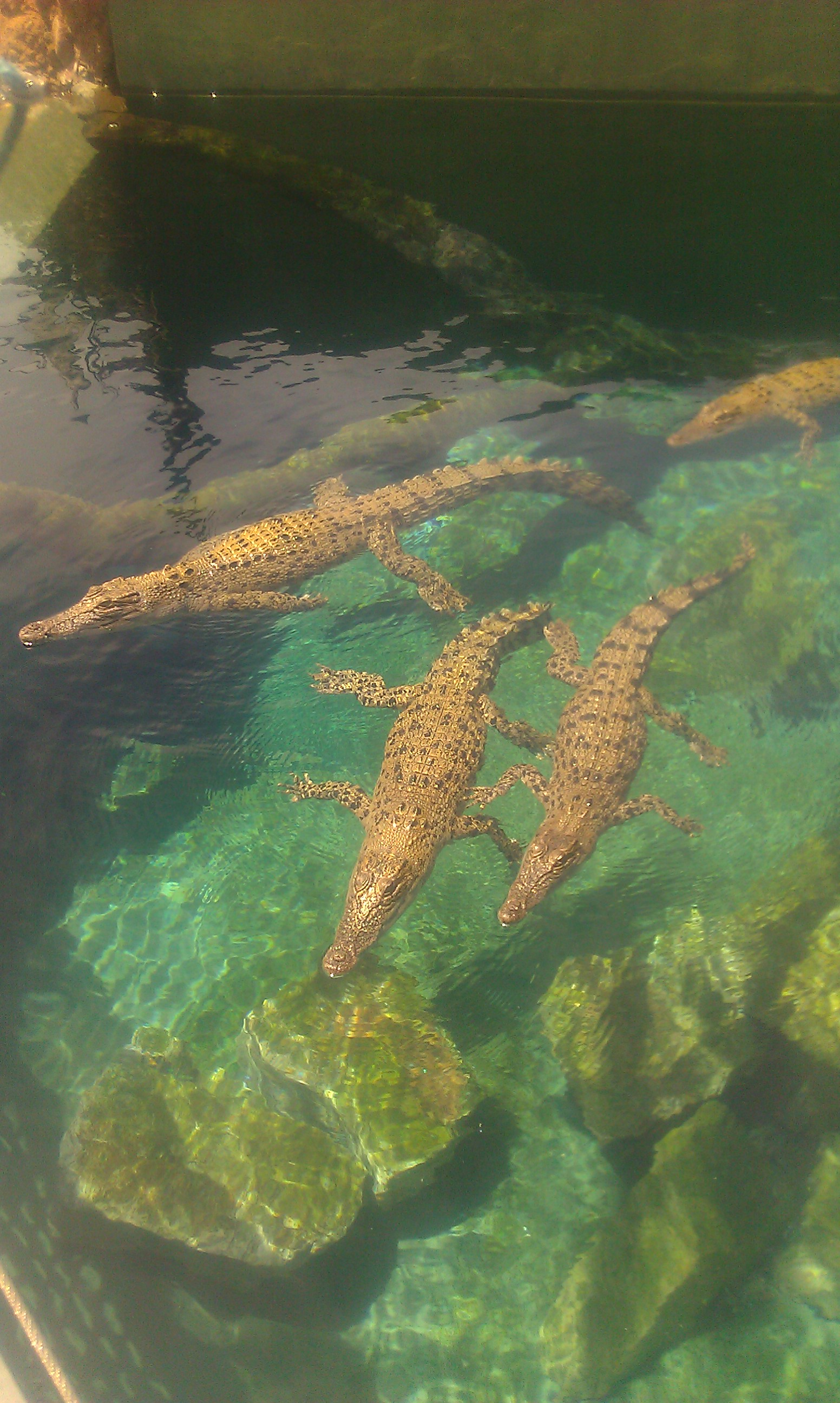
Crocodilos-de-água-salgada juvenis em cativeiro

A taxa de mortalidade dos ovos e crias é elevada, e os ninhos enfrentam perigos como inundações, sobreaquecimento e predação. As cheias dos rios são a principal causa do insucesso reprodutivo dos crocodilos, uma vez que os ninhos ficam alagados, o desenvolvimento dos embriões fica privado de oxigénio ou as crias podem ser varridas pelas águas. Vários predadores, tanto mamíferos quanto reptilianos, podem invadir ninhos e comer ovos de crocodilos. Um dos principais predadores dos ovos de aligátores da Flórida é o mapache, que é atraído por rastos olfactivos. O urso-negro-da-flórida (Ursus americanus floridanus) também saqueia os ovos de aligátor. Na África, as mangustos, rateis, babuínos, lontras, os suínos Phacochoerus e Potamochoerus larvatus e a hiena Crocuta crocuta são muito aficcionados em comer ovos de crocodilos, mas considera-se que o varano monitor (Varanus) é o principal saqueador. Os varanídeos são também o maior perigo para os ovos na Ásia, onde dentre outros predadores de ovos se incluem as civetas, mangustos, ratos, o urso Melursus ursinus, chacais e cães.
A despeito dos cuidados maternais que recebem, as crias são muitas vezes predadas. Enquanto as fêmeas transportam sucessivamente algumas crias para a zona do berçário, outras esperam no ninho e são capturadas pelos predadores que têm acesso ao ninho. As crias são uma fonte de comida para a maioria dos animais que se alimentam de ovos, e estão também sujeitas a ataques aquáticos por tartarugas, peixes e serpentes. As aves de rapina também provocam baixas, e em todas as desovas pode haver indivíduos mal-formados, o que aumenta a probabilidade de não sobreviverem. No norte da Austrália, a taxa de sobrevivência das criações do crocodilo-de-água-salgada é de apenas 25%, mas a cada ano que sobrevivam a taxa aumenta, podendo alcançar os 60% no quinto ano. As taxas de mortalidade são bastante baixas nos sub-adultos e adultos, embora ocasionalmente sejam capturados por grandes felinos e serpentes. O jaguar e a lontra gigante podem caçar caimões na América do Sul. Noutras partes do mundo, os elefantes e hipopótamos podem matar crocodilos como auto-defesa. Não é consensual entre a comunidade científica sobre se existe muito canibalismo nos crocodilos. Os adultos não comem normalmente a sua própria descendência, mas existem evidências de que os sub-adultos se alimentam de jovens e de que adultos atacam os sub-adultos. Nos crocodilos-do-nilo, os machos rivais por vezes matam outros durante a época reprodutiva.
O crescimento das crias e jovens depende da disponibilidade de comida, e a maturação sexual está mais relacionada com o comprimento do que com a idade. Os crocodilos de-água-salgada chegam à maturidade quando têm entre 2,2 e 2,5 m, enquanto que os machos maduram aos 3 m. Os crocodilos australianos de água doce demoram dez anos em alcançar a maturidade ao atingirem os 1,4 m. Os caimões-de-lunetas maduram antes, alcançando a maturidade com 1,2 m, entre os quatro e sete anos. Os crocodilianos continuam a crescer durante toda a sua vida. Os machos especialmente continuam a aumentar de peso à medida que se tornam mais velhos, mas isto deve-se principalmente a um aumento de gordura na barriga mais do que a um aumento no comprimento. Os crocodilianos podem viver entre 35 e 75 anos, e a sua idade pode ser determinada pelos anéis de crescimento dos seus ossos.

### Papel ecológico
Como são predadores muito eficazes, os crocodilos costumam enquadrar-se na parte superior da cadeia alimentar dos seus ambientes aquáticos. Os ninhos na forma de monte construídos por algumas espécies de crocodilos são utilizados por outros animais para os seus próprios interesses. Os montes da nidificação do aligátor-do-mississippi são utilizados por tartarugas e serpentes, tanto para apanhar sol sobre eles como para depositar os seus próprios ovos. A tartaruga-da-flórida Pseudemys nelsoni especializou-se nisso, e os ninhos de aligátor podem ter várias postas de ovos de tartarugas em incubação em conjunto com os ovos do proprietário do ninho. Os aligátores modificam alguns habitats de zonas húmidas em áreas planas como as Everglades construindo pequenas lagoas chamadas "buracos de aligátores", que criam habitats mais húmidos ou mais secos para outros organismos, como plantas, peixes, invertebrados, anfíbios, répteis e mamíferos. Nas depressões calcárias dos pântanos dos ciprestes Taxodium, os buracos de aligátores costumam ser grandes e profundos. Nas pradarias de marga e clareiras rochosas são geralmente pequenos e pouco profundos, enquanto que nas depressões turfosas das zonas húmidas de pântanos e várzeas são mais variáveis. Os buracos feitos pelo homem não parecem ter um efeito tão significativo.
Na bacia do Amazonas, quando os caimões se tornaram escassos devido à caça excessiva em meados do século XX, o número de peixes locais, como o importante pirarucu (Arapaima gigas), também diminuiu. Estas são águas pobres em nutrientes, e a urina e fezes dos caimões podem aumentar a produção primária ao contribuírem com nutrientes para o crescimento vegetativo. Assim, a presença destes répteis poderia beneficiar as populações de peixes, uma vez que parece haver uma correlação entre o número de crocodilos num trecho do rio e a população de peixes.

## Evolução e classificação

### Evolução

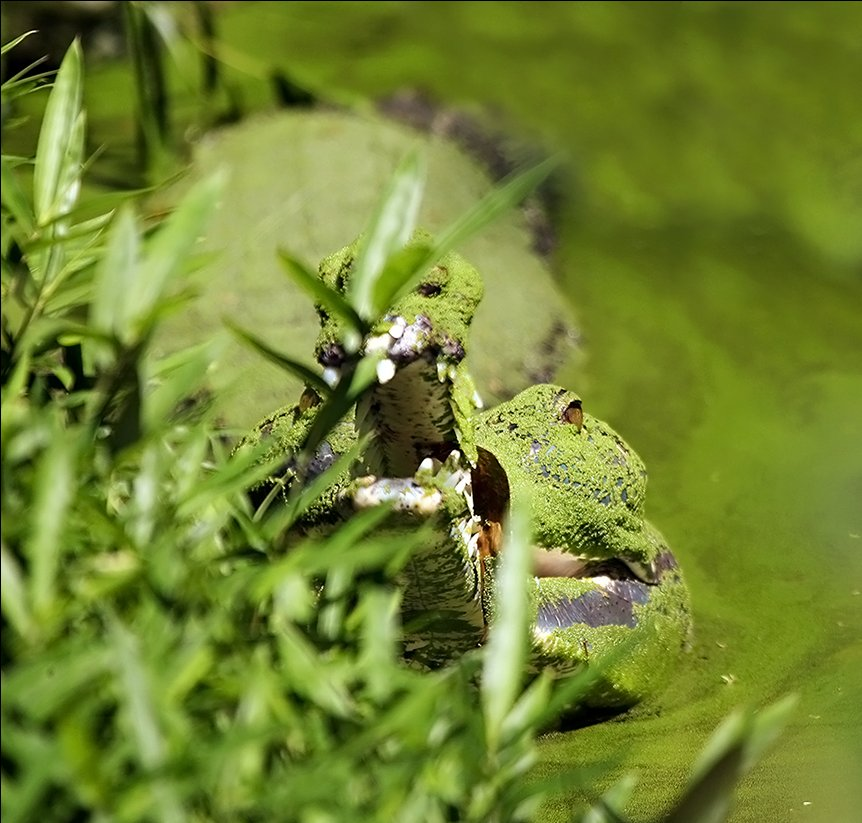
Gavial camuflado na vegetação flutuante

A principal característica distintiva dos tetrápodes diápsidos é a presença de duas aberturas (fenestras temporais) em cada lado do crânio por trás dos olhos. Os diápsidos vivos são os crocodilos, lagartos, serpentes, tuataras e aves. As características que distinguem os arcossauros doutros diápsidos estão na presença de um par extra de aberturas no crânio (Fenestra anterorbital) na frente das cavidades oculares. Archosauria é o grupo coroa que contém o ancestral comum mais recente dos crocodilos e aves e todos os seus descendentes. Compreende os pseudossúquios (Pseudosuchia, os "falsos crocodilos") e os Ornithosuchia, que por sua vez compreendem os dinossauros e os seus parentes, os pterossauros e as aves. Pseudosuchia define-se como o grupo dos crocodilos vivos e todos os arcossauros mais estreitamente relacionados com os crocodilos do que com as aves. Acredita-se que a separação entre pseudossúquios e aves ocorreu perto da grande extinção do Permiano-Triássico. Os crocodilos modernos perderam as fenestras anteorbitais, porém estas estavam presentes na maioria dos seus ancestrais fósseis na forma de pequenas aberturas.

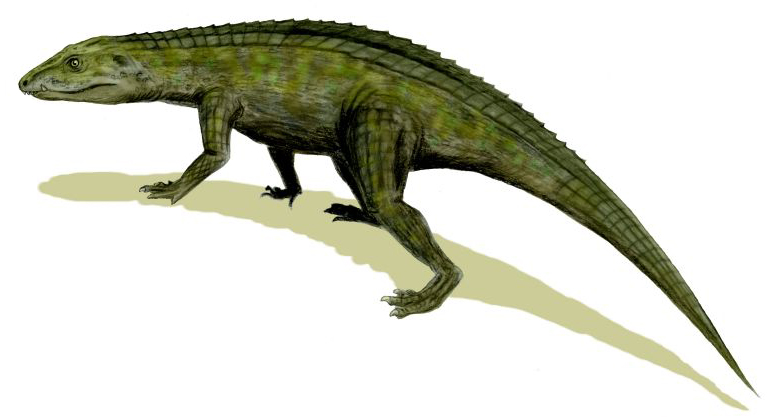
Restauração de um dos primeiros crocodilomorfos, Protosuchus

Os crocodilomorfos são os únicos pseudossúquios que sobreviveram à grande extinção do Triássico-Jurássico há 201,3 milhões de anos. Durante o inicio do Jurássico, os dinossauros tornaram-se dominantes em terra, e os crocodilos sofreram uma grande diversificação adaptativa para preencher os nichos ecológicos que acabaram por desocupar os grupos recentemente extintos. As evidências fósseis que foram aparecendo indicam que os crocodilomorfos do Mesozoico tinham uma diversidade muito maior de formas do que os crocodilos modernos. Alguns converteram-se em pequenos insectívoros mais velozes, outros em piscívoros especializados, e outros em carnívoros marinhos e terrestres, e alguns converteram-se em herbívoros. A etapa inicial da evolução dos crocodilos consistiu no aparecimento dos protossúquios, que evoluíram no Triássico tardio e início do Jurássico. Foram seguidos pelos mesossúquios, que se diversificaram muito durante o Jurássico e o Terciário. Outro grupo, os eussúquios, surgiu no Cretáceo tardio, há 80 milhões de anos, e compreende todos os crocodilos hoje vivos.

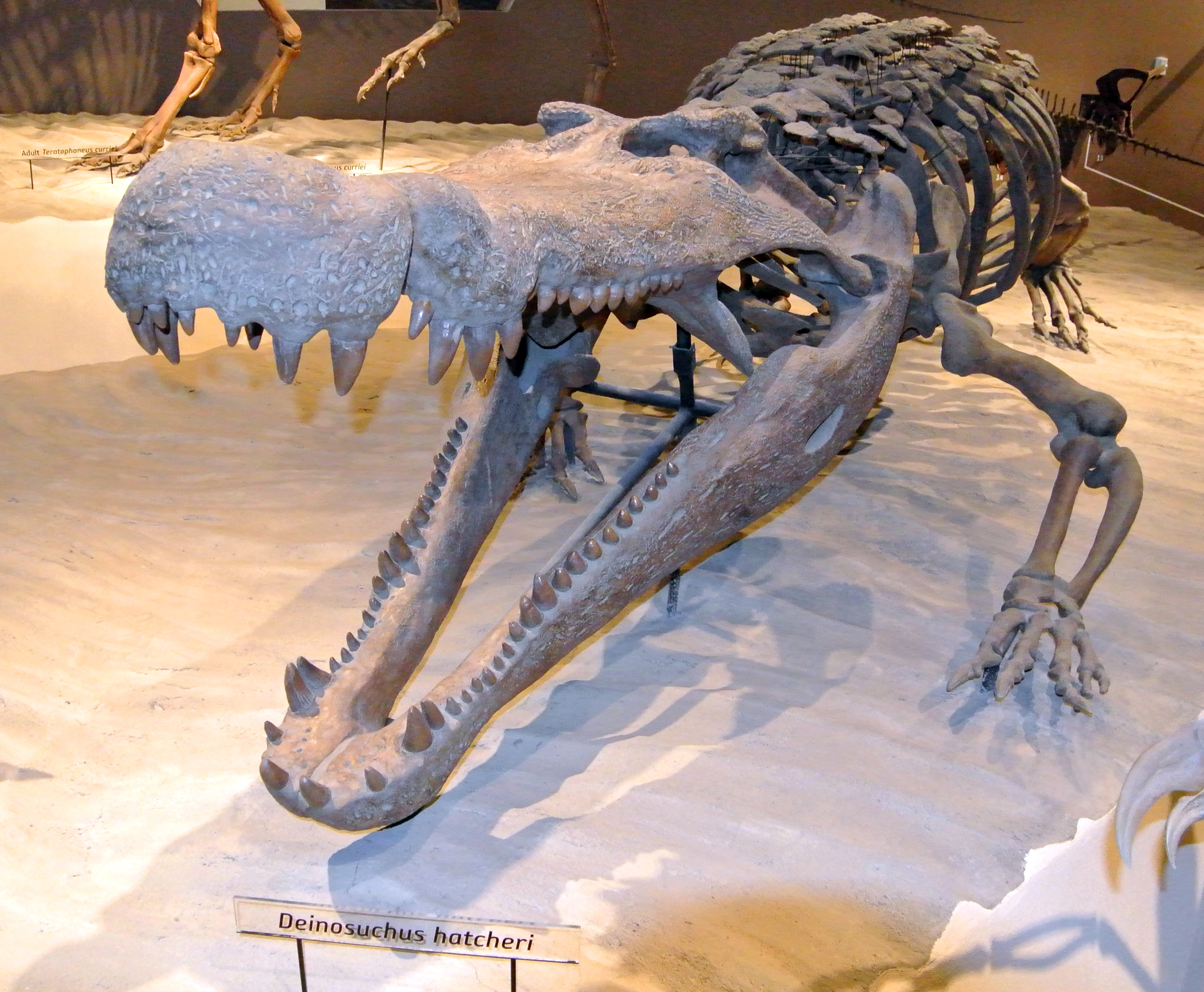
Montagem do esqueleto do crocodilo gigante Deinosuchus do Cretáceo tardio da América do Norte

Os protossúquios eram animais pequenos, principalmente terrestres, com focinhos curtos e patas compridas. Tinham uma armadura óssea formada por duas fileiras de placas que se estendiam desde a cabeça até à cauda, armadura esta que a maioria dos crocodilos modernos ainda conserva. As suas vértebras eram convexas nas duas principais superfícies da articulação, e os seus palatos ósseos estavam pouco desenvolvidos. Os mesossúquios sofreram a fusão dos ossos palatinos para formar um palato ósseo secundário e uma grande extensão das passagens nasais até perto dos ossos pterigoides. Isto permitia que o animal respirasse através dos seus orifícios nasais com a boca aberta embaixo da a água. Os eussúquios continuaram este processo no qual os seus orifícios nasais interiores agora se abriam a partir duma abertura nos ossos pterigoides. As vértebras dos eussúquios tinham uma superfície de articulação côncava e outra convexa, o que permitia que funcionassem como uma articulação de tipo esferoidal entre as vértebras, dando-lhes uma maior flexibilidade e força. O eussúquio mais antigo conhecido é o Hylaeochampsa vectiana do Cretáceo inferior da ilha de Wight no Reino Unido. A estes seguem-se crocodilos como os Pristichampsidae, chamados 'crocodilos com cascos', do Paleogeno. Um género que viveu durante o Cretáceo e o Paleogeno foi Borealosuchus da América do Norte, com seis espécies conhecidas, embora a sua posição filogenética não tenha sido determinada com segurança.
Os três ramos primários dos Crocodilia divergiram no final do Mesozoico. Os membros mais antigos conhecidos do grupo são os aligatorídeos e gavialídeos que viviam na América do Norte e Europa durante o Campaniano (entre 83,6 e 72,1 milhões de anos atrás). Embora os primeiros crocodiloides conhecidos tenham aparecido no Maastrichtiano (entre 72,1 e 66,0 milhões de anos atrás), essa linhagem deve ter estado presente durante o Campaniano, e entre os aligatoroides e gavialoides mais antigos existem formas muito derivadas, o que indica que o momento da verdadeira divergência entre as três linhagens teve que ser anterior ao Campaniano.

### Relações filogenéticas

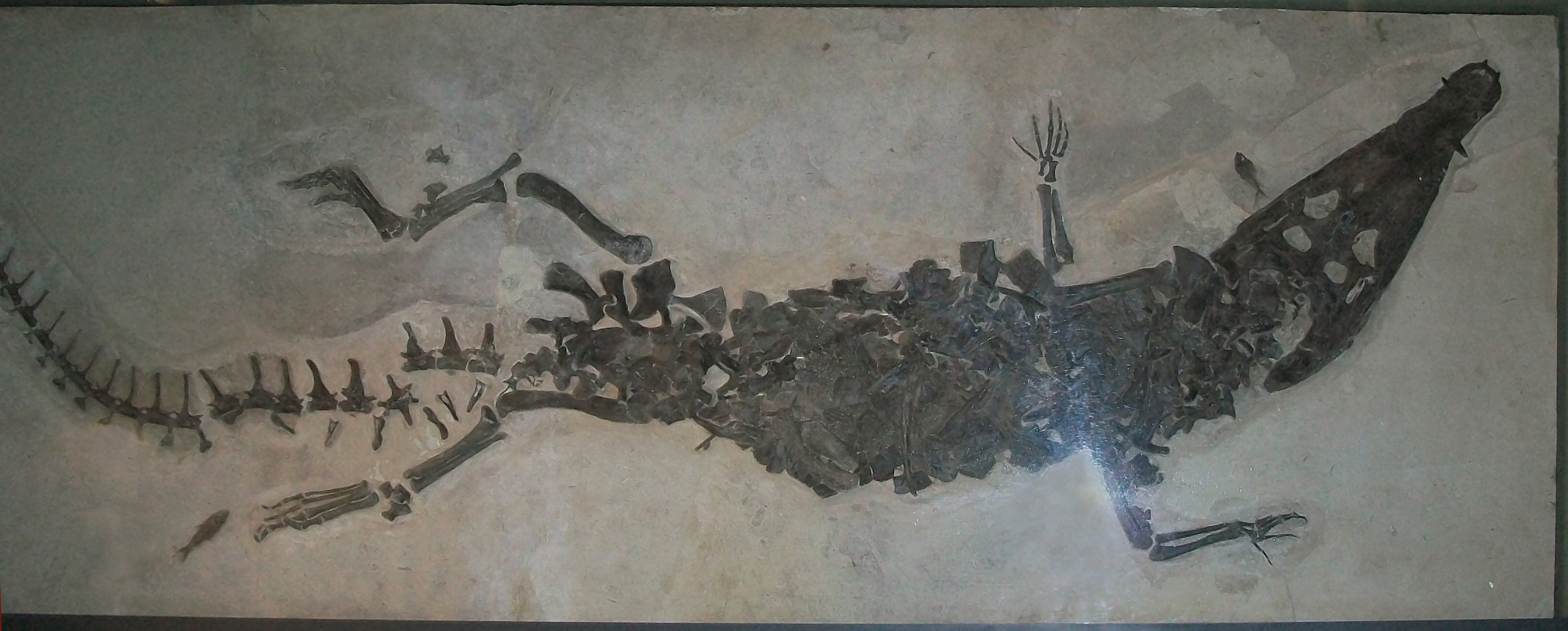
Borealosuchus wilsoni

As relações filogenéticas dos crocodilos foram muito discutidas e os resultados contraditórios. Muitos estudos e os seus cladogramas resultantes, ou "árvores genealógicas" dos crocodilos, apontam que as famílias de "focinhos curtos" dos Crocodylidae e Alligatoridae tinham um parentesco próximo, enquanto que os Gavialidae com focinhos longos são um ramo divergente da árvore. O grupo resultante de espécies de focinho curto, nomeado Brevirostres, era apoiado principalmente por estudos que analisavam somente as características esqueléticas.
Em 2012, Erickson et al. elaboraram uma filogenia formada a partir da sequenciação do ADN para dar um cladograma de máxima verossimilhança das relações entre os crocodilianos vivos (excluindo o jacaré-do-pantanal, para o qual não havia evidências de ADN disponíveis). Neste estudo, rejeitou-se a existência dum grupo diferenciado de Brevirostres, e os gavialídeos de focinho longo estavam mais relacionados com os crocodilos do que com os aligátores.

|  | \| \| Caiman \| \| \| \| \| \| Melanosuchus \| \| \| \| |
|  |                                                         |
|  | Paleosuchus                                             |
|  |                                                         |
|  | Caiman                                                  |
|  |                                                         |
|  | Melanosuchus                                            |
|  |                                                         |

|  | Caiman       |
|  |              |
|  | Melanosuchus |
|  |              |

|  | \| \| Caiman \| \| \| \| \| \| Melanosuchus \| \| \| \| |
|  |                                                         |
|  | Paleosuchus                                             |
|  |                                                         |
|  | Caiman                                                  |
|  |                                                         |
|  | Melanosuchus                                            |
|  |                                                         |

|  | Caiman       |
|  |              |
|  | Melanosuchus |
|  |              |

|  | Crocodylus                                                |
|  |                                                           |
|  | \| \| Mecistops \| \| \| \| \| \| Osteolaemus \| \| \| \| |
|  |                                                           |
|  | Mecistops                                                 |
|  |                                                           |
|  | Osteolaemus                                               |
|  |                                                           |

|  | Mecistops   |
|  |             |
|  | Osteolaemus |
|  |             |

|  | Gavialis  |
|  |           |
|  | Tomistoma |
|  |           |

|  | Crocodylus                                                |
|  |                                                           |
|  | \| \| Mecistops \| \| \| \| \| \| Osteolaemus \| \| \| \| |
|  |                                                           |
|  | Mecistops                                                 |
|  |                                                           |
|  | Osteolaemus                                               |
|  |                                                           |

|  | Mecistops   |
|  |             |
|  | Osteolaemus |
|  |             |

|  | Gavialis  |
|  |           |
|  | Tomistoma |
|  |           |

|  | \| \| Caiman \| \| \| \| \| \| Melanosuchus \| \| \| \| |
|  |                                                         |
|  | Paleosuchus                                             |
|  |                                                         |
|  | Caiman                                                  |
|  |                                                         |
|  | Melanosuchus                                            |
|  |                                                         |

|  | Caiman       |
|  |              |
|  | Melanosuchus |
|  |              |

|  | \| \| Caiman \| \| \| \| \| \| Melanosuchus \| \| \| \| |
|  |                                                         |
|  | Paleosuchus                                             |
|  |                                                         |
|  | Caiman                                                  |
|  |                                                         |
|  | Melanosuchus                                            |
|  |                                                         |

|  | Caiman       |
|  |              |
|  | Melanosuchus |
|  |              |

|  | Crocodylus                                                |
|  |                                                           |
|  | \| \| Mecistops \| \| \| \| \| \| Osteolaemus \| \| \| \| |
|  |                                                           |
|  | Mecistops                                                 |
|  |                                                           |
|  | Osteolaemus                                               |
|  |                                                           |

|  | Mecistops   |
|  |             |
|  | Osteolaemus |
|  |             |

|  | Gavialis  |
|  |           |
|  | Tomistoma |
|  |           |

|  | Crocodylus                                                |
|  |                                                           |
|  | \| \| Mecistops \| \| \| \| \| \| Osteolaemus \| \| \| \| |
|  |                                                           |
|  | Mecistops                                                 |
|  |                                                           |
|  | Osteolaemus                                               |
|  |                                                           |

|  | Mecistops   |
|  |             |
|  | Osteolaemus |
|  |             |

|  | Gavialis  |
|  |           |
|  | Tomistoma |
|  |           |

### Taxonomia
Espécies existentes actualmente
Há 24 espécies vivas de crocodilos. Indicam-se entre parênteses alguns dos nomes comuns que se lhes é habitual dar na literatura internacional.

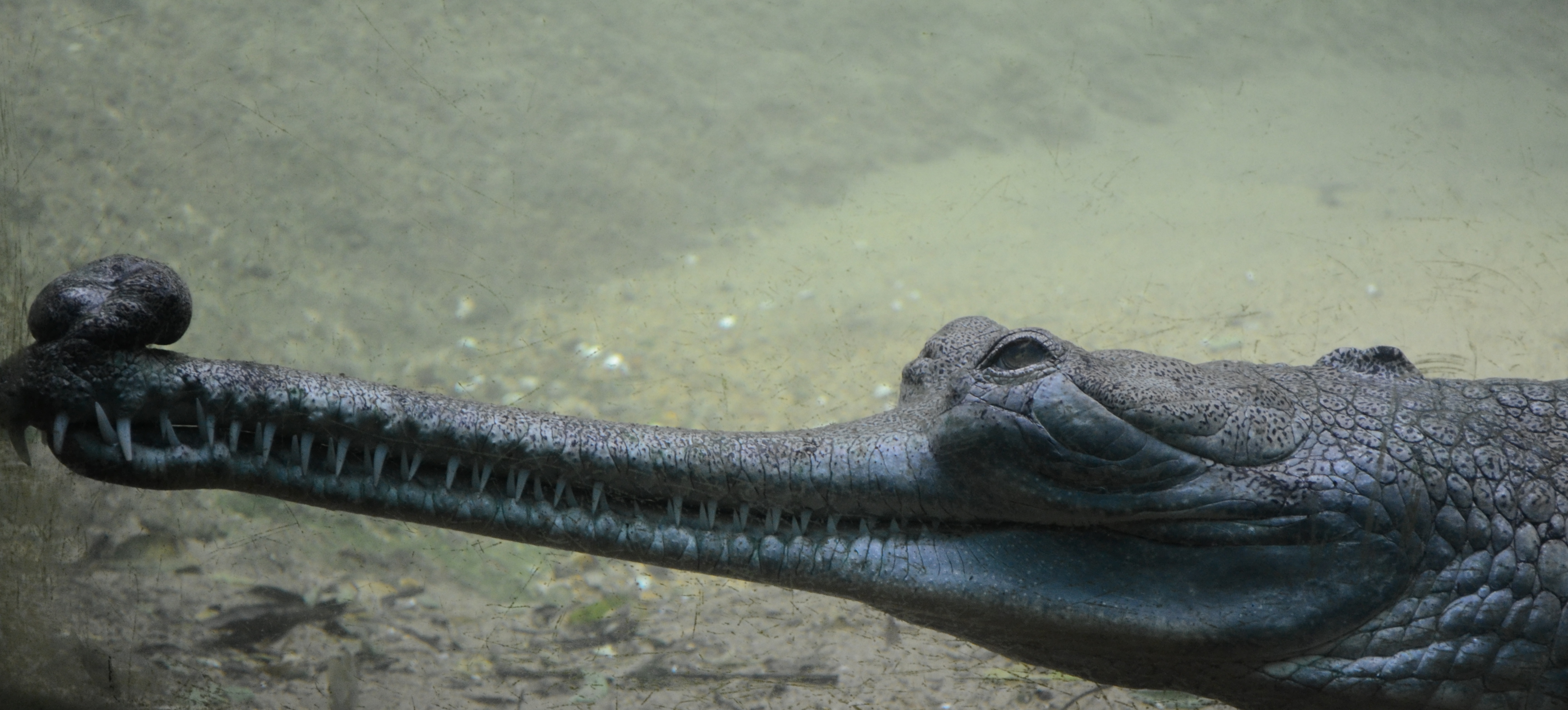
O gavial macho possui um focinho longo e estreito com um avultamento na extremidade

#### Gavialidae
- Família Gavialidae
  - Género Gavialis
    - Gavialis gangeticus (gavial ou gavial-indiano ou do Ganges)

  - Género Tomistoma
    - Tomistoma schlegelii (gavial-malaio ou falso-gavial)

Existem duas espécies de gavialídeos vivas. Os gaviais podem ser reconhecidos pelo seu comprido e estreito focinho, com uma protuberância na extremidade nos machos. São raros e só se encontram no sul da Ásia.

#### Alligatoridae
- Família Alligatoridae
  - Género Alligator

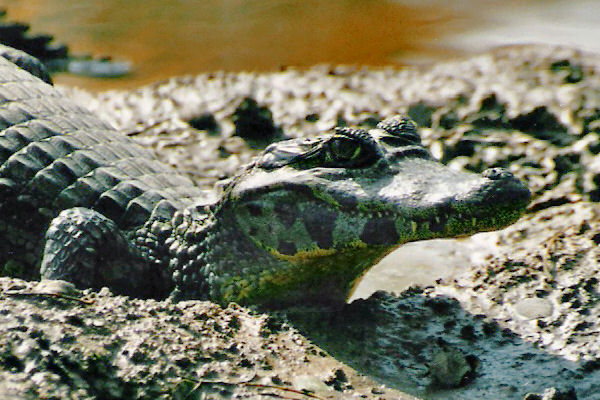
Os dentes inferiores dos aligátores e caimáns, como este jacaré, não são normalmente visíveis quando fecham a boca

    - Alligator mississippiensis (Jacaré-do-mississippi)
    - Alligator sinensis (Jacaré-da-china)

  - Género Paleosuchus
    - Paleosuchus palpebrosus (Jacaré-anão)
    - Paleosuchus trigonatus (Jacaré-coroa)

  - Género Caimão
    - Caiman yacare (Jacaré-do-pantanal)
    - Caiman crocodilus (Caimão-almiscarado)
    - Caiman latirostris (Jacaré-de-papo-amarelo)

  - Género Melanosuchus
    - Melanosuchus niger (Jacaré-negro)

Os Alligatoridae existentes são duas espécies do género Alligator e seis espécies de caimões agrupados em três géneros. Podem distinguir-se pelo seu focinho largo, no qual o quarto dente da mandíbula inferior não se pode ver quando fecham a boca.

#### Crocodylidae
- Família Crocodylidae
  - Género Crocodylus

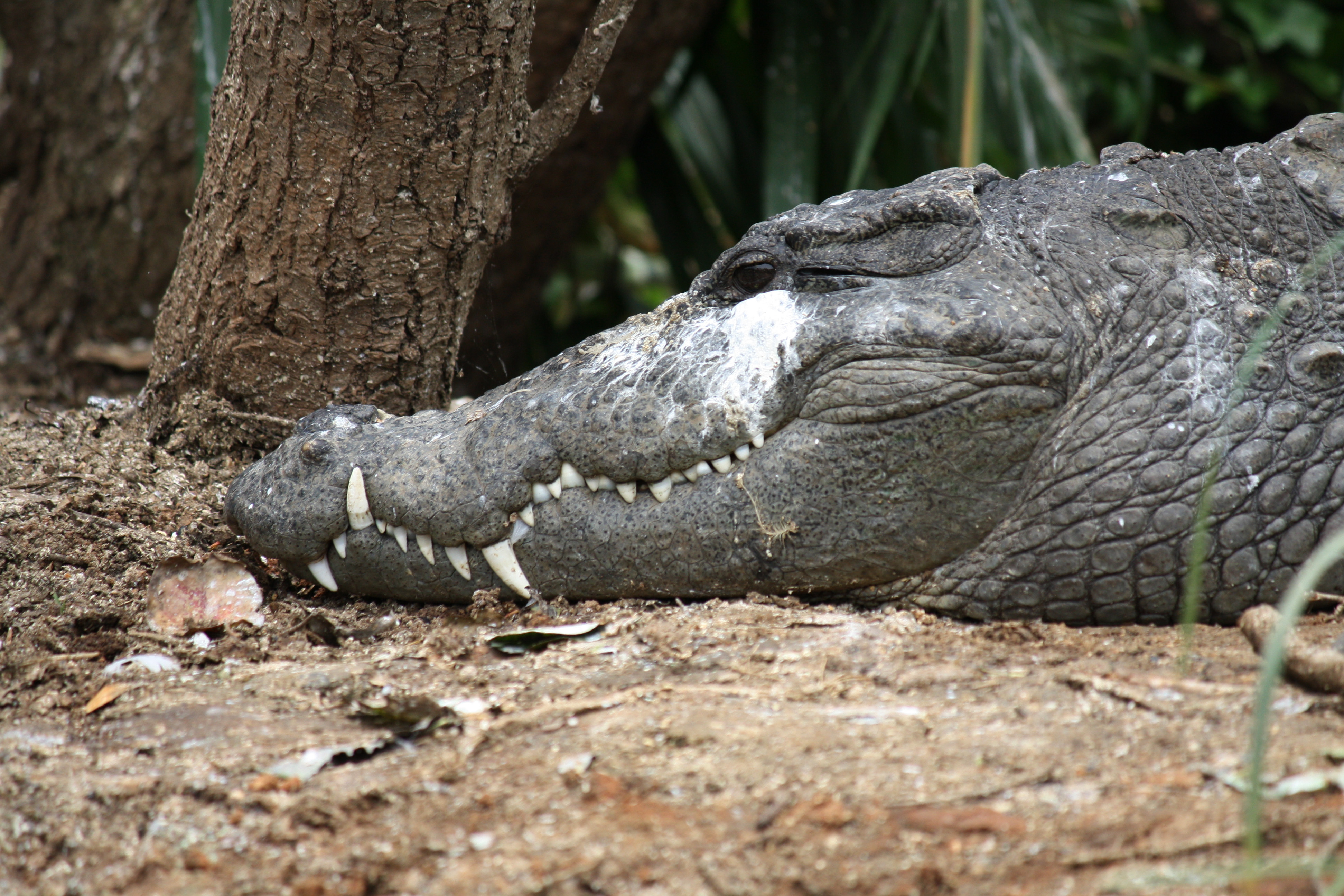
O quarto dente inferior dos crocodilos, como o deste Crocodylus palustris, é visível quando fecham a boca

    - Crocodylus acutus (Crocodilo-americano)
    - Crocodylus intermedius (Crocodilo-do-orinoco)
    - Crocodylus johnsoni (Crocodilo-de-água-doce)
    - Crocodylus mindorensis (Crocodilo-filipino)
    - Crocodylus moreletii (Crocodilo-de-morelet)
    - Crocodylus niloticus (Crocodilo-do-nilo)
    - Crocodylus suchus (Crocodilo-do-deserto)
    - Crocodylus novaeguineae (crocodilo-da-nova-guiné)
    - Crocodylus palustris (Crocodilo-persa)
    - Crocodylus porosus (Crocodilo-de-água-salgada)
    - Crocodylus rhombifer (Crocodilo-cubano)
    - Crocodylus siamensis (Crocodilo-siamês)O crocodilo-anão da África ocidental Osteolaemus tetraspis possui um focinho curto

  - Género Mecistops

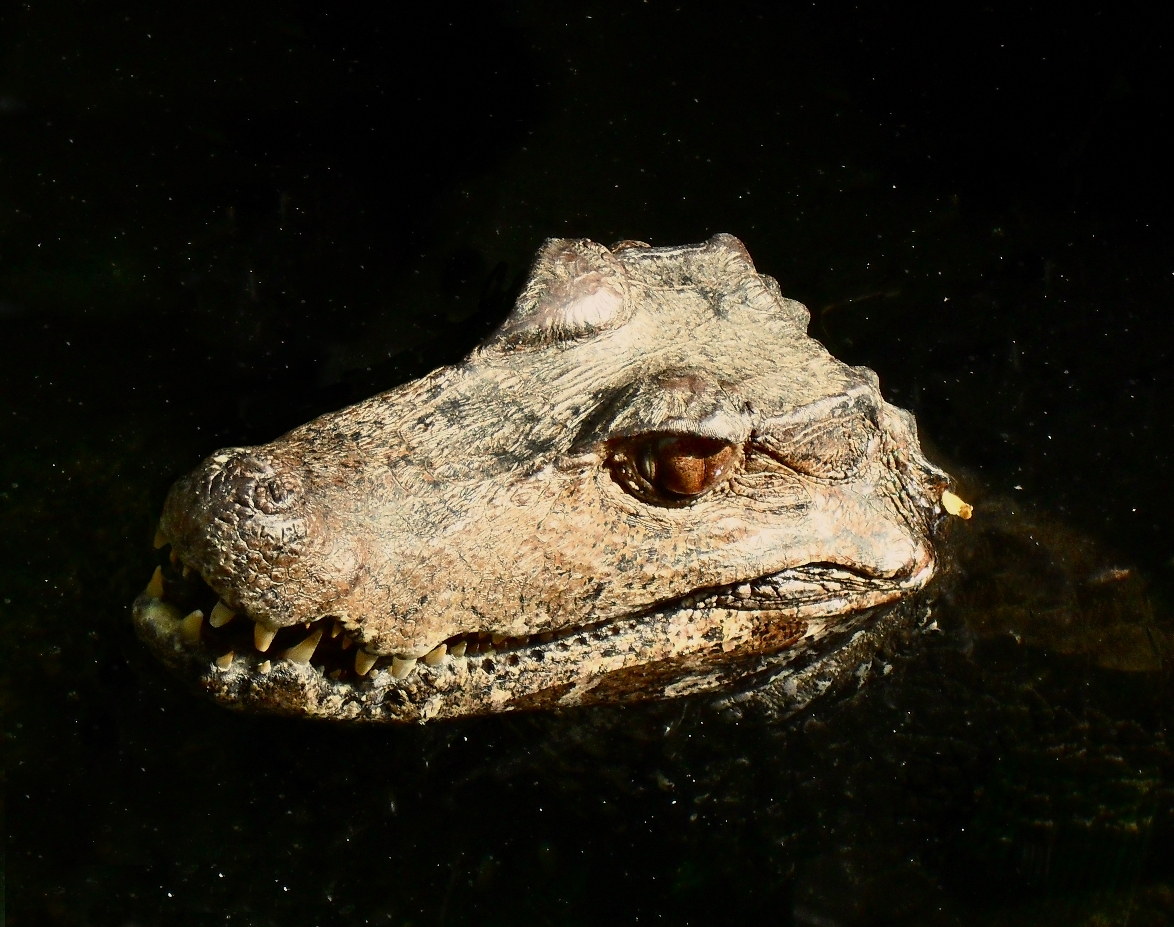
O crocodilo-anão da África ocidental Osteolaemus tetraspis possui um focinho curto

    - Mecistops [Crocodylus] cataphractus (Crocodilo-de-focinho-delgado)

  - Género Osteolaemus
    - Osteolaemus tetraspis (crocodilo-anão)

Os Crocodylidae existentes são doze espécies classificadas no género Crocodylus e mais duas espécies classificadas em dois géneros monoespecíficos. Têm uns focinhos muito diversos, mas podem distinguir-se porque o quarto dente da mandíbula inferior é visível quando fecham a boca.
Grupos vivos e extintos
| Grupos vivos e extintos (†) |
| --- |
| - †Borealosuchus - †Planocraniidae - †Boverisuchus - †Planocrania - †Pristichampsidae - †Pristichampsus - Gavialoidea - †Argochampsa - †Eogavialis - †Eosuchus - †Eothoracosaurus - †Thoracosaurus - Gavialidae - Gavialis - Tomistominae - Tomistoma - †Dollosuchoides - †Dollosuchus - †Ferganosuchus - †Gavialosuchus - †Kentisuchus - †Maroccosuchus - †Megadontosuchus - †Paratomistoma - †Penghusuchus - †Rhamphosuchus - †Thecachampsa - †Toyotamaphimeia - †Gryposuchinae - †Aktiogavialis - †Gryposuchus - †Ikanogavialis - †Piscogavialis - †Siquisiquesuchus - Brevirostres - Alligatoroidea - †Deinosuchus - †Diplocynodontidae - †Leidyosuchus - Globidonta - †Acynodon - †Albertochampsa - †Brachychampsa - †Stangerochampsa - Alligatoridae - Melanosuchus - Paleosuchus - Alligatorinae - Alligator - †Allognathosuchus - †Arambourgia - †Ceratosuchus - †Chrysochampsa - †Hassiacosuchus - †Krabisuchus - †Navajosuchus - †Procaimanoidea - †Wannaganosuchus - Caimaninae - Jacarea - Caiman - †Centenariosuchus - †Culebrasuchus - †Eocaiman - †Globidentosuchus - †Mourasuchus - †Necrosuchus - †Orthogenysuchus - †Purussaurus - †Tsoabichi - Crocodyloidea - †Asiatosuchus - †Brachyuranochampsa - †"Crocodylus" acer - †"Crocodylus" affinis - †Prodiplocynodon - Crocodylidae - Crocodylinae - Crocodylus - Mecistops - †"Crocodylus" gariepensis - Osteolaeminae - Osteolaemus - †Brochuchus - †Euthecodon - †Rimasuchus - †Voay - †Mekosuchinae - †Australosuchus - †Baru - †Harpacochampsa - †Kambara - †Mekosuchus - †Pallimnarchus - †Quinkana - †Trilophosuchus - †Volia |

## Interacção com os humanos

### Criação em cativeiro

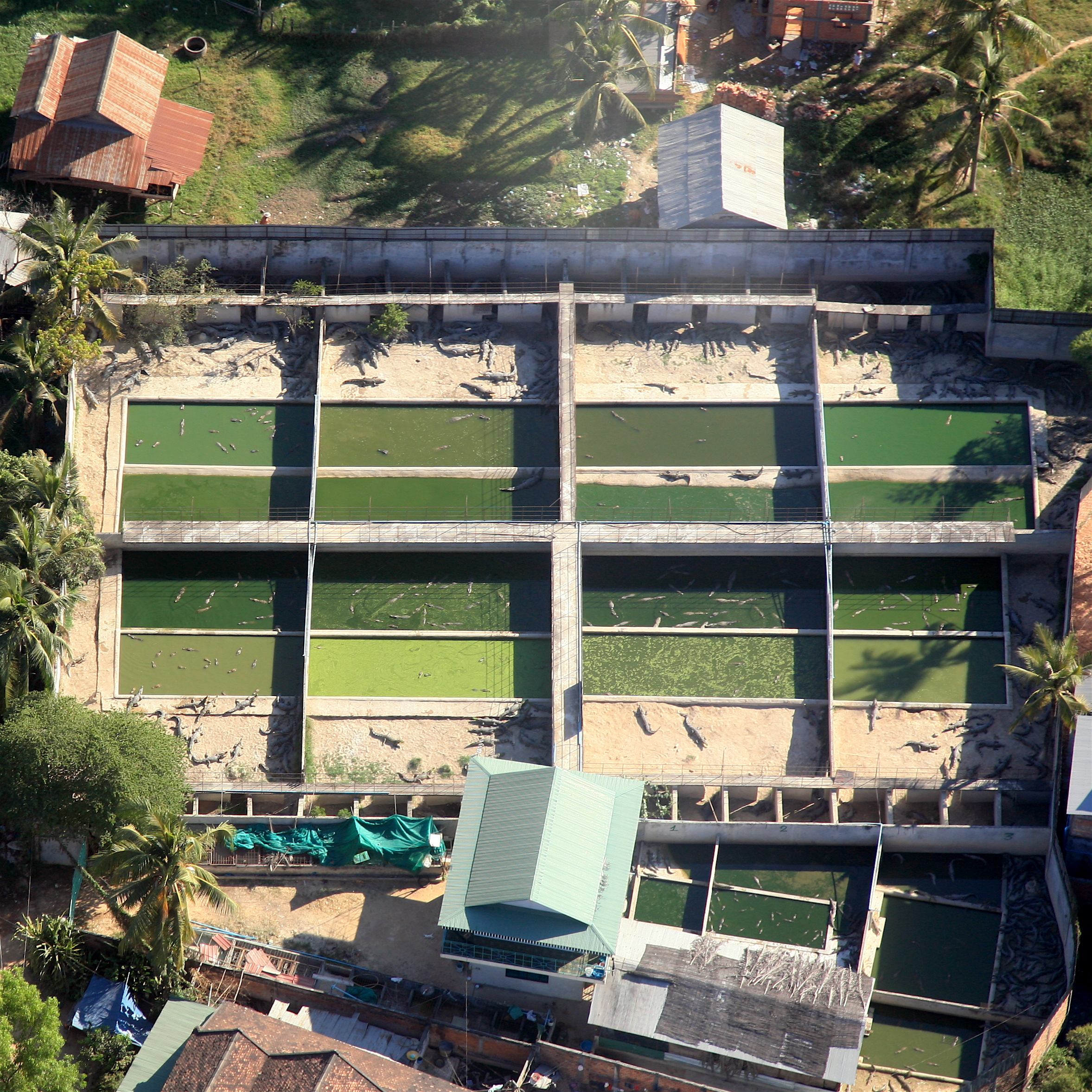
Vista aérea de uma quinta para criação de crocodilos no Camboja

Os aligátores e crocodilos foram criados em quintas pela primeira vez em inícios do século XX, mas as instalações utilizadas eram de tipo zoo e a sua principal fonte de renda era a atracção turística. Nos inícios da década de 1960, a viabilidade da criação em cativeiro destes répteis à escala comercial foi investigada como resposta ao declínio de muitas espécies de crocodilos em todo mundo. Uma modalidade de criação consiste na criação em fazendas, que implica cruzar e criar animais em cativeiro de maneira autossuficiente, enquanto que outro tipo é a criação na qual se usam os ovos, juvenis ou adultos que se recolhem a cada ano na natureza selvagem. As organizações comerciais devem satisfazer os critérios da Convenção sobre o Comércio Internacional das Espécies da Fauna e da Flora Silvestres Ameaçadas de Extinção (CITES, pelas suas siglas em inglês), demonstrando que, na área em questão, não provocam um impacto negativo sobre as populações selvagens.
A criação em fazendas de aligátores e crocodilos começou pela grande demanda das suas peles, mas agora quase todas as partes do animal podem ser comercializadas. A parte do ventre e os costados são os que produzem uma pele de melhor qualidade, a carne come-se, as vesículas biliares são muito valorizadas no leste da Ásia, e as cabeças são por vezes transformadas em adornos. Na medicina tradicional chinesa, diz-se que a carne de aligátor cura o catarro comum e previne o aparecimento de cancro, enquanto que acredita-se que os vários órgãos internos possuam propriedades medicinais.

### Ataques
Os crocodilos são predadores oportunistas que estão entre os mais perigosos dentro e à beira da água. São conhecidas oito espécies particularmente perigosas que atacam a pessoas e podem fazê-lo para defender os seus territórios, os seus ninhos ou crias; por engano podem atacar animais domésticos como cães; ou mesmo para conseguir comida, uma vez que os crocodilos maiores podem capturar presas tão grandes ou maiores do que os humanos. As espécies sobre as quais existem mais dados são o crocodilo-de-água-salgada, o crocodilo-do-nilo e o aligátor-do-mississippi. Outras espécies que por vezes também atacam humanos são o caimão-preto, o crocodilo-de-morelet, o crocodilo-persa, o crocodilo-americano, o gavial e o crocodilo-de-água-doce-australiano.

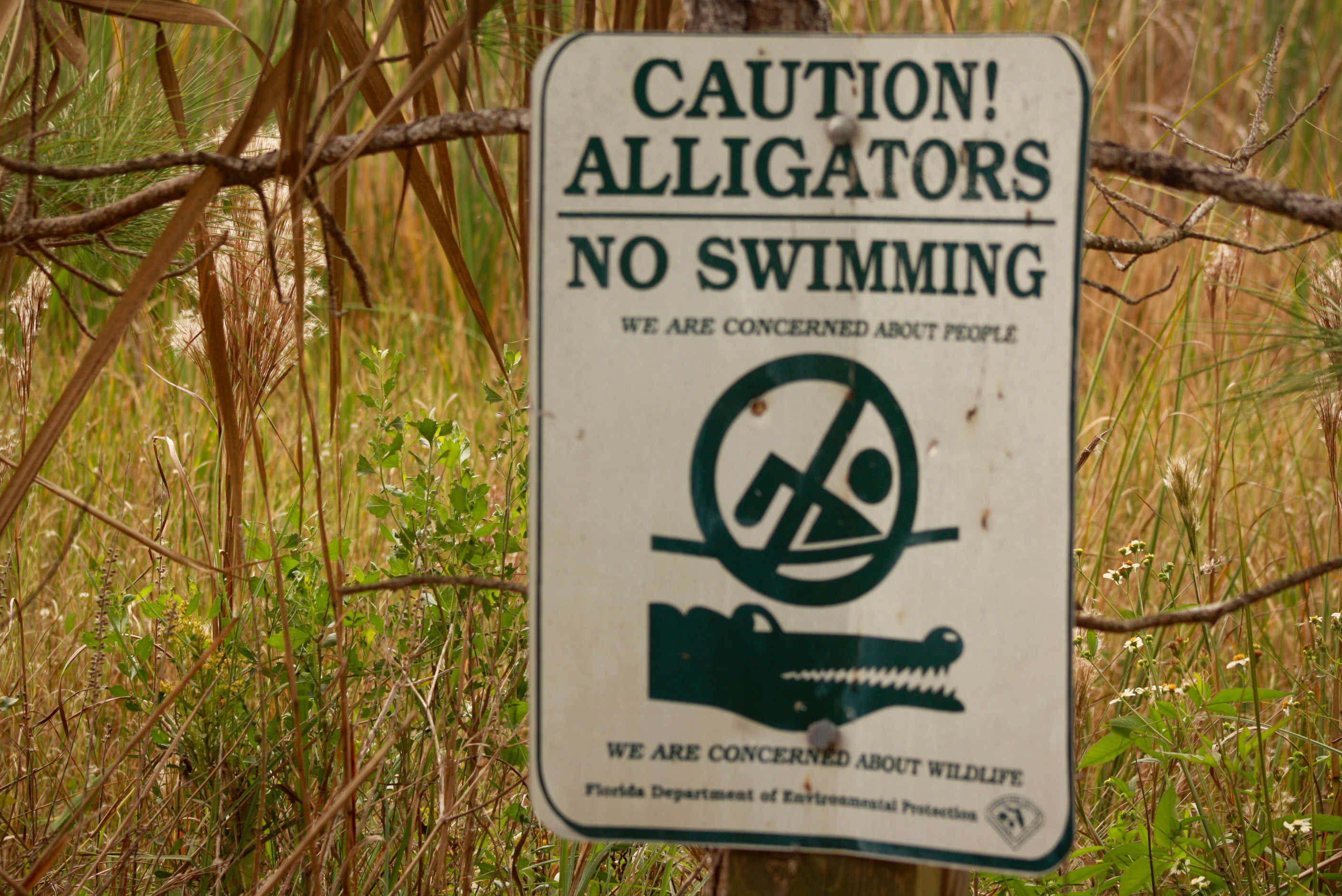
Sinal que adverte para o perigo de aligátores na Flórida

O crocodilo-do-nilo tem a reputação de ser o maior assassino dos grandes animais, incluindo de humanos, no continente africano. Está amplamente distribuído, encontra-se em muitos habitats e tem coloração críptica. A partir duma posição de espera e com apenas os olhos e orifícios nasais acima da água, pode atacar os animais que vão beber, pescadores, banhistas ou pessoas que vão apanhar água ou lavar a roupa. Assim que agarra as suas presas e as arrasta para a água, a vítima tem poucas possibilidades de escapar. A análise dos ataques mostra que a maioria dá-se durante a época reprodutiva ou quando os crocodilos defendem os seus ninhos ou crias. Embora não se tenha conhecimento de muitos dos ataques, estima-se que aconteçam cerca 300 por ano, 63% dos quais são mortais. Os crocodilos-de-água-salgada selvagens da Austrália fizeram 62 ataques confirmados e não provocados causando lesões ou morte entre 1971 e 2004. Estes animais causaram também mortes na Malásia, Nova Guiné e noutros lugares. São muito territoriais e incomodam-se com a intromissão nos seus territórios de outros crocodilos, humanos ou barcos e canoas. Os ataques podem proceder de animais de vários tamanhos, mas os machos grandes são geralmente os principais responsáveis pelas mortes. À medida que o seu tamanho aumenta, também aumenta a sua necessidade de comer grandes mamíferos, como porcos, vacas, cavalos e humanos, os quais se enquadram todos dentro do tamanho que procuram. A maioria das pessoas atacadas ou estavam a nadar ou a atravessar rios, porém houve dois casos que estavam a dormir nas suas tendas.
Foram registados 242 ataques a humanos não provocados por aligátores-do-mississippi entre 1948 e meados de 2004, causando dezasseis mortes. Dez destas vítimas estavam na água e duas em terra; as circunstâncias dos outros quatro não são conhecidas. A maioria dos ataques ocorre nos meses quentes do ano, embora na Flórida, com o seu clima mais quente, os ataques possam surgir em qualquer época do ano. Os aligátores são considerados menos agressivos do que os crocodilos-de-água-salgada ou do-nilo, mas o aumento da densidade da população humana nos Everglades fez com que as pessoas e os aligátores vivam em estreita proximidade, o que aumenta o risco de ataque. Inversamente, na Mauritânia, onde o crescimento dos crocodilos fica gravemente atrofiado pelas condições áridas do lugar, as pessoas dali nadam com eles sem serem atacadas.

### Como mascotes
Várias espécies de crocodilianos são tratadas como mascotes exóticas. São atractivos quando são pequenos, e os proprietários de tendas de animais podem vendê-los facilmente, no entanto, quando os crocodilos crescem muito tornam-se perigosos e bastante dispendiosos para manter. Quando envelhecem, os crocodilos mascotes são com frequência abandonados pelos seus donos, havendo populações de caimões-almiscarados que regressaram à vida selvagem nos Estados Unidos e Cuba. A maioria dos países possui regulamentos rígidos que devem ser cumpridos para se poder utilizar estes répteis como mascotes.

### Na medicina
O sangue de aligátores e crocodilos contém péptidos com propriedades antibióticas. Isto pode contribuir para a produção de futuros medicamentos antibacterianos.

## Conservação

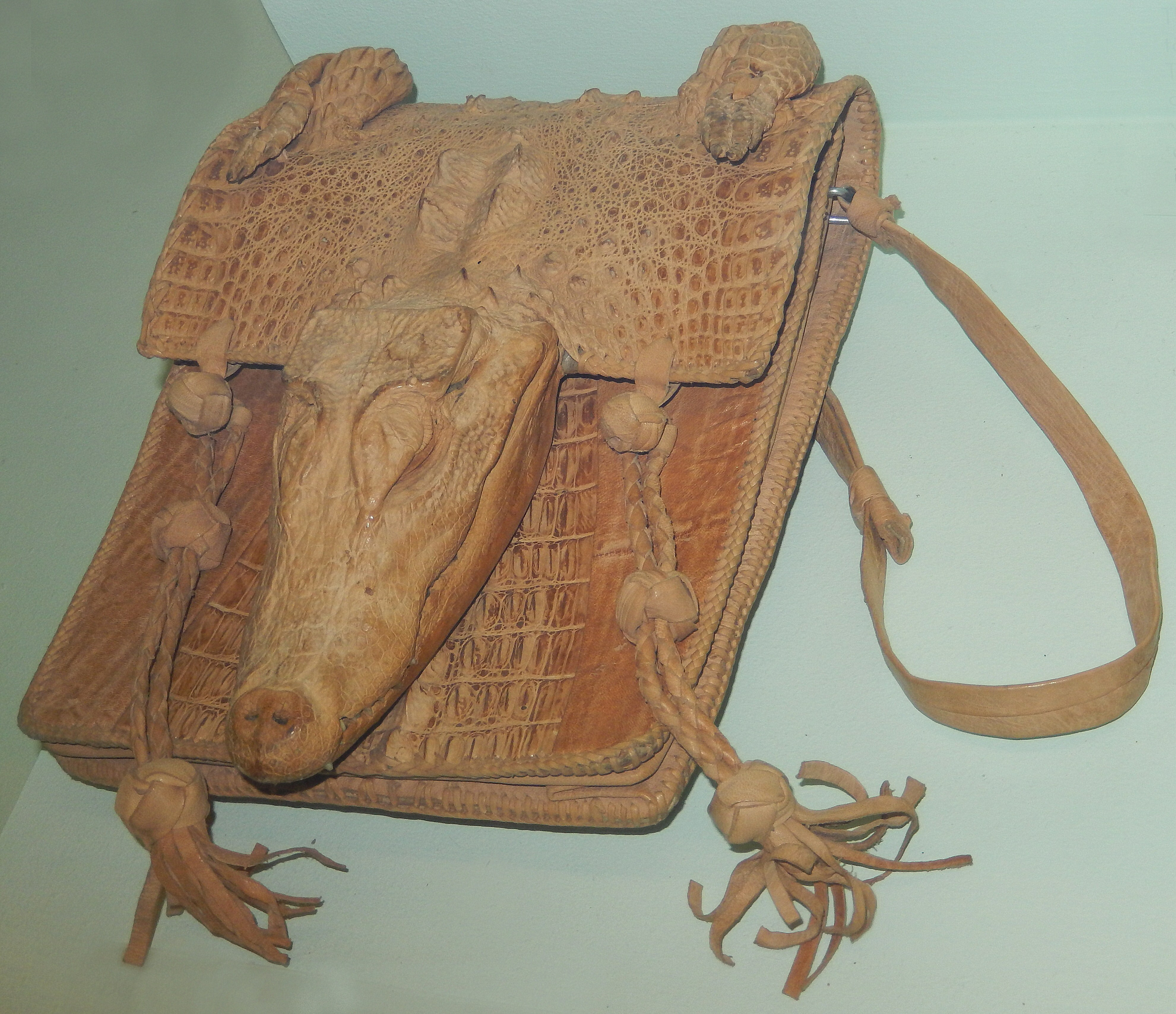
Bolsa feita com a pele dum crocodilo anão da África ocidental (Osteolaemus tetraspis) no Museu de História Natural de Londres

A principal ameaça dos crocodilos em todo mundo são as actividades humanas, como a caça e a destruição do seu habitat. Já na década de 1970, comercializavam-se mais de dois milhões de peles de crocodilos selvagens de diversas espécies, causando uma redução da maioria das populações de crocodilos, em alguns casos levando quase à extinção. Desde 1973 a CITES tentou impedir o tráfico das partes do corpo de animais em perigo, como a pele dos crocodilos. Isto era problemático na década de 1980, uma vez que os crocodilos eram abundantes e perigosos para os humanos nalgumas partes da África, e era ilegal caçá-los. Na Conference of the Parties celebrada em Botswana em 1983, argumentou-se em nome das pessoas locais prejudicadas que era razoável vender as peles caçadas dentro da lei. Em finais da década de 1970, os crocodilianos começaram a ser criados em fazendas em diferentes países, que começavam por recolher ovos na natureza. Na década de 1980, as peles de crocodilos cultivadas foram produzidas em número suficiente para destruir o comércio ilegal de crocodilos selvagens. Em 2000, trinta países comercializavam peles de doze espécies de crocodilos, tanto capturados na natureza como criados em cativeiro, e o tráfico ilegal do produto praticamente desapareceu.

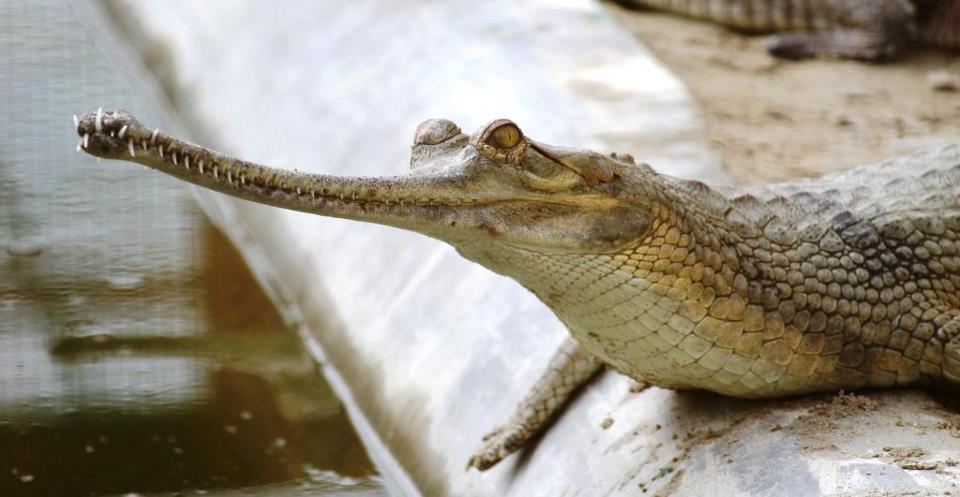
Gavial juvenil na Reserva Florestal de Kukrail

O gavial sofreu um declínio crónico a longo prazo combinado com um rápido declínio a curto prazo, pelo que acabou por figurar na lista da IUCN de espécies "em perigo crítico". Em 1946, a população de gaviais aumentou para entre 5 000 e 10 000 exemplares; mas em 2006, diminuiu para entre 96 e 98%, ficando reduzida a um pequeno número de subpopulações muito separadas de menos de 235 indivíduos. Este declínio a longo prazo teve diversas causas, incluindo a recolha de ovos e a caça para a medicina indígena. O rápido declínio de 58% entre 1997 e 2006 foi causado por um aumento do uso de redes de emalhar e a perda do habitat das ribeiras fluviais. A população do gavial continua a estar sob ameaça por perigos ambientais como a contaminação por metais pesados e a infestação por protozoários parasitas, mas em 2013 a população aumentou devido à protecção dos ninhos contra predadores dos ovos. O jacaré-da-china estava historicamente espalhado por todo o leste do sistema do rio Yangtzé, mas actualmente encontra-se restrito a algumas áreas do sudeste da província de Anhui devido à fragmentação do habitat e à sua degradação. Acredita-se que a população selvagem exista apenas em pequenas lagoas fragmentadas. Em 1972, a espécie foi declarada em perigo de extinção de classe I pelo governo chinês e recebe a máxima protecção legal. Desde 1979, estabeleceram-se programas de criação em cativeiro na China e América do Norte, tendo sido criada uma população saudável em cativeiro. Em 2008, os aligátores criados no Zoológico do Bronx foram reintroduzidos com sucesso na ilha de Chongming. O crocodilo-filipino é talvez o crocodilo mais ameaçado e a IUCN considera-o em perigo crítico. A caça e os hábitos de pesca destrutivos reduziram a sua população para cerca de 100 indivíduos em 2009. Nesse mesmo ano foram libertados na natureza 50 destes crocodilos criados em cativeiro para ajudar a aumentar a população. O apoio por parte das pessoas locais é crucial para a sobrevivência da espécie.
O aligátor-do-mississippi sofreu um sério declínio devido à caça e perda de habitat em toda a sua área de distribuição, tendo sido considerado sob ameaça de extinção. Em 1967 foi incluído na lista de espécies em perigo, mas o Serviço de Vida Selvagem e Pesca dos Estados Unidos e as agências de vida selvagem estatais do sul dos Estados Unidos deram importantes passos para trabalhar na sua recuperação. A protecção legal permitiu à espécie recuperar-se, e em 1987 retiraram-na da lista de espécies em perigo. Foram feitas muitas investigações sobre a criação de aligátores no Refúgio de Vida Selvagem Rockefeller, uma grande área pantanosa do estado de Luisiana. Os dados resultantes aprimoraram o conhecimento sobre os currais, taxas de população, incubação dos ovos, eclosão, criação e dieta, e esta informação foi utilizada noutros estabelecimentos similares de todo mundo. A renda pela criação de aligátores neste refúgio de vida selvagem contribui para a conservação das zonas pantanosas. Um estudo examinando as fazendas de aligátores nos Estados Unidos mostrou que geraram benefícios significativos para a conservação, e a caça furtiva de aligátores selvagens diminuiu muito.

## Representações culturais

### Na mitologia e folclore

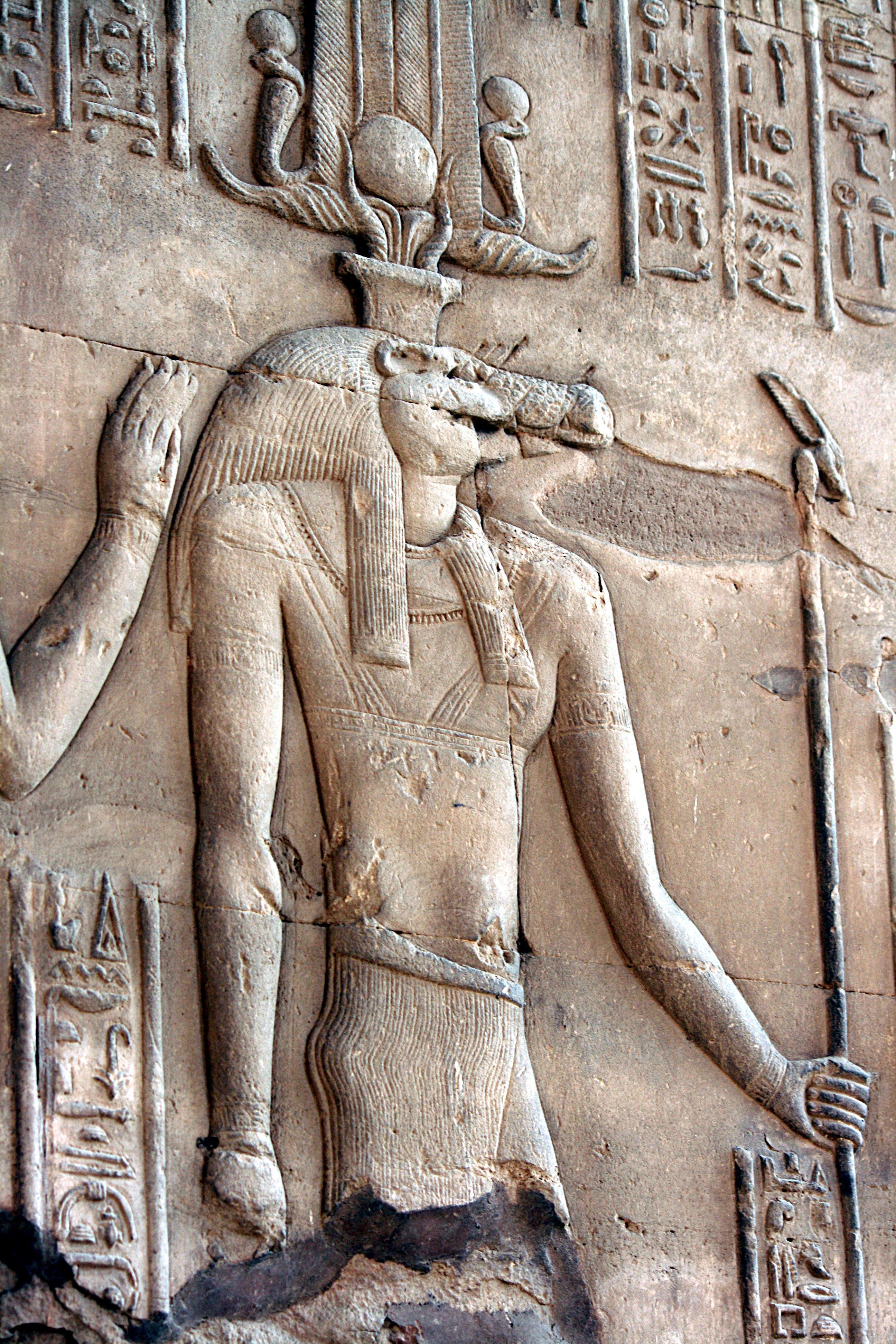
Relevo do deus egípcio Suco em Com Ombo

Os crocodilos desempenham importantes papéis em mitos e lendas de várias culturas do mundo e podem até ter inspirado histórias sobre dragões. Na religião egípcia antiga, Ammit, o devorador demoníaco das almas indignas, e Suco, o deus do poder, da protecção e da fertilidade, são representados ambos com cabeça de crocodilo. Isto reflecte a visão que tinham no antigo Egito do crocodilo como predador aterrorizante e parte importante do ecossistema do Nilo. O crocodilo era um dos animais que os egípcios mumificavam. Os crocodilos estavam associados com várias deidades aquáticas dos povos da África ocidental. Durante a época do Império do Benim, os crocodilos eram considerados os "polícias das águas" e simbolizavam o poder do rei ou oba de castigar os criminosos. O Leviatã descrito no Livro de Jó pode ter sido baseado num crocodilo. Na Mesoamérica, os astecas tinham um deus crocodilo da fertilidade chamado Cipactli que protegia as colheitas. Na mitologia asteca, a deidade terrestre Tlaltecuhtli era por vezes representada como monstro parecido com um crocodilo. A civilização maia também associava os crocodilos com a fertilidade e a morte.
O gavial aparece em contos folclóricos da Índia. Numa história, um gavial e um macaco tornam-se amigos quando o macaco dá fruta ao gavial. A esposa do gavial pediu que o seu marido lhe trouxesse o macaco para comer, achando que a fruta faria com que o coração do macaco ficasse doce. O gavial acedeu ao pedido e tratou de atrair o macaco para sua casa, mas acabou por lhe confessar o seu plano. A sua amizade terminou depois disso. Existem histórias similares em lendas dos nativos americanos dos Estados Unidos, e no conto folclórico afro-americano dum aligátor e o coelho Br'er.
Num conto folclórico malaio, o cervo-rato Sang Kancil queria cruzar um rio para chegar às árvores fruteiras da outra margem, mas o crocodilo Sang Buaya estava no rio à espera para comê-lo. Sang Kancil pediu a todos os crocodilos que formassem uma fileira de um lado ao outro do rio para que os pudesse contar para o rei, e fê-los prometer que não o comeriam enquanto os contava. Então foi passando caminhando sobre as suas cabeças, dizendo "Um! Dois! Três!" conforme ia passando. Quando chegou ao outro lado da margem, agradeceu-lhes por ajudar-lhe a cruzar o rio, e poder banquetear-se com frutas. Sang Buaya não se saiu tão bem, uma vez que os outros crocodilos incomodaram-se com o facto de ele permitir que Sang Kancil os enganasse. Uma lenda de Timor-Leste conta como uma criança resgata um gigantesco crocodilo que ficou preso. Em recompensa, o crocodilo protegeu-a durante o resto da sua vida, e quando o crocodilo morreu, o seu dorso de cristas escamosas converteu-se nas montanhas de Timor. Uma história australiana do Tempo do Sonho conta como um crocodilo ancestral possuía todo o lume só para ele. Um dia, um "pássaro do arco da velha" roubou uns paus a arder ao crocodilo e deu-o aos humanos. Por isso agora o crocodilo vive na água. Em alguns povos de Nova Guiné o crocodilo é parte importante das suas lendas e crenças, e os homens marcam a sua pele com escarificações imitando a pele do crocodilo.

### Na literatura

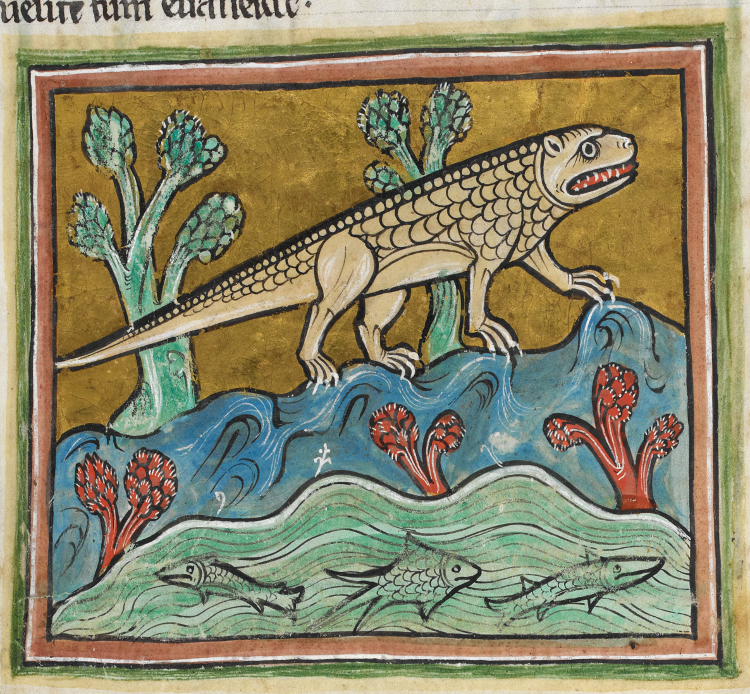
Crocodilo no bestiário medieval chamado Bestiario de Rochester, de finais do século XIII

As histórias antigas descrevem os crocodilos desde dos primeiros registos históricos, embora geralmente essas descrições contenham mais lendas do que factos. O historiador grego Heródoto (c. 440 a.C.) descreveu o crocodilo em detalhe, apesar de grande parte dessa descrição ser fantasiosa; afirmava que deixava a boca aberta para permitir que uma ave "trochilus" (possivelmente um Pluvianus aegyptius) entrasse nela para tirar-lhe as sanguessugas que encontrava. O crocodilo foi uma das bestas descritas em finais do século XIII no Bestiário de Rochester, baseado em fontes clássicas, como a História Natural de Plínio, o Jovem (c. 79) e as Etimologiae de Isidoro de Sevilha. Isidoro afirmava que o crocodilo se chamava assim pela sua cor açafrão (em latim croceus, 'açafrão'), e que geralmente chegava aos vinte cóvados (10 m) de comprimento. Também dizia que o crocodilo podia ser morto por peixes com as cristas serradas que o cortassem pelo seu tenro ventre, e que o macho e a fêmea se viravam para guardar os ovos.
Desde o século IX que os crocodilos são considerados animais que choram pelas suas vítimas segundo a obra Bibliotheca de Fócio I de Constantinopla. A história foi repetida em relatos posteriores como o de Bartolomeu da Inglaterra no século XIII. Era muito conhecida em 1400 quando o viajante inglês John Mandeville escreveu a sua descrição dos "cockodrills":
William Shakespeare refere-se às lágrimas de crocodilo em Otelo (acto IV, cena i), Henrique VI, Parte 2 (acto III, cena i) e Antonio e Cleopatra (acto II, cena vii).

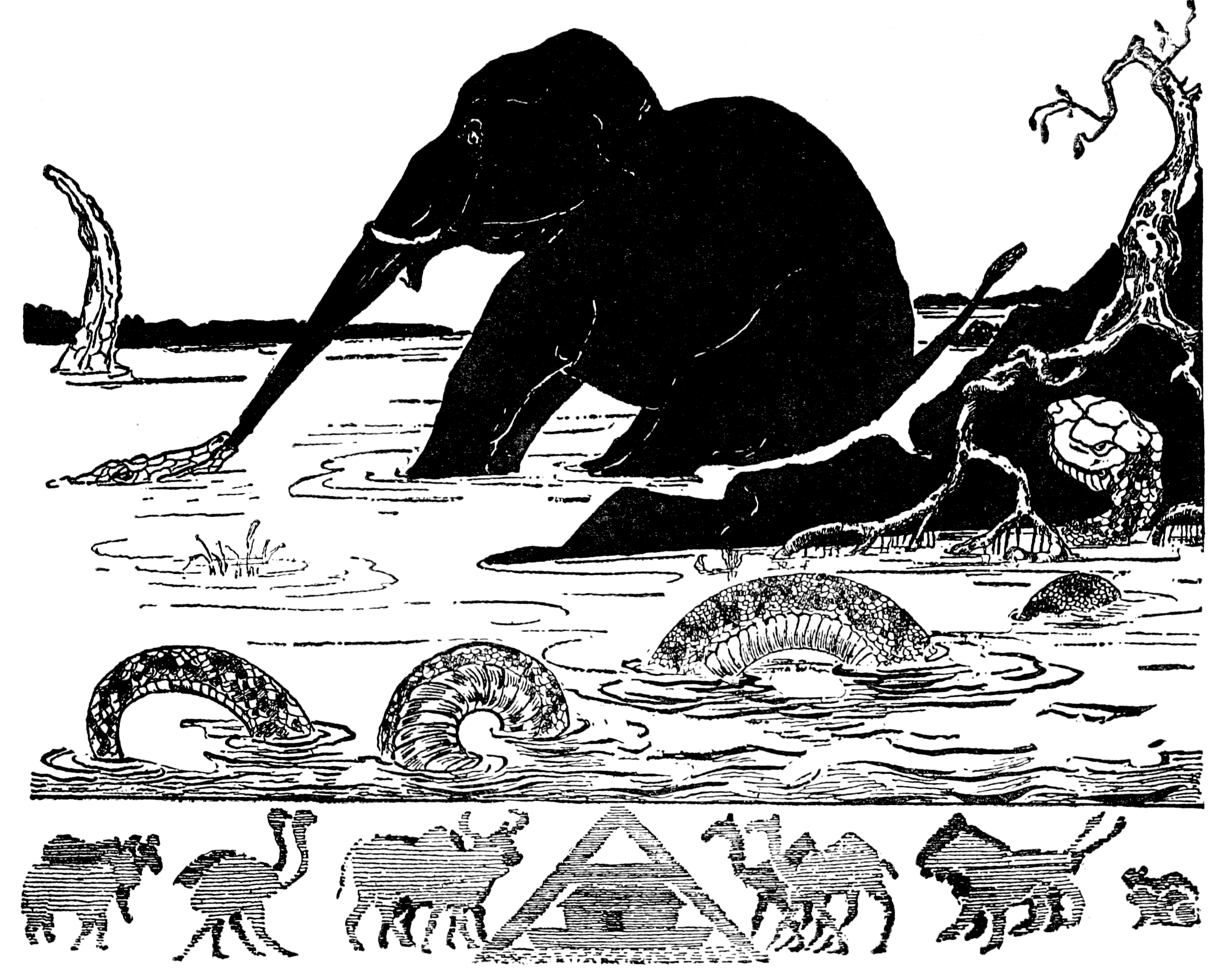
Crocodilo agarrando a tromba do Filho do elefante numa das Just sob stories (Contos de assim foi) de Rudyard Kipling. Ilustração de Kipling, 1902

Os crocodilianos, especialmente o crocodilo, foram personagens que apareceram recorrentemente em contos para crianças durante toda a era moderna. Lewis Carroll em Alice no País das Maravilhas (1865) incluiu o poema How Doth the Little Crocodile, uma paródia de um poema moralista de Isaac Watts intitulado Against Idleness and Mischief ("Contra a ociosidade e ruindade"). No romance de J. M. Barrie, Peter and Wendy (1911), a personagem do capitão Gancho perdera o seu braço por culpa de um crocodilo. Gancho temia os crocodilos, mas era advertido se algum deles se aproximasse pelo tictac de um relógio que trazia. Nos Just sob Stories (~Contos de assim foi) de Rudyard Kipling (1902), a personagem do Filho do elefante salva a sua tromba da forte mordida do Crocodilo "nas ribeiras do grande rio Limpopo gorduroso e verde-cinza". Roald Dahl, na obra de 1978 The Enormous Crocodile ("O enorme crocodilo"), ilustrada por Quentin Blake, conta como um crocodilo vagueava pela selva à procura de crianças para comê-las, tentando todo o tipo de truques.

### No desporto e cinema
Os crocodilianos são utilizados como mascotes de algumas equipas desportivas, por exemplo, as equipas desportivas da Universidade de Flórida são conhecidas como os Florida Gators, em referência ao aligátor. Os crocodilianos fazem parte dos escudos de países como Jamaica ou Lesoto. Aparecem em filmes como Crocodile Dundee (1986), Eaten Alive (1977), Alligator (1980), Lake Placid (1999), Primeval (2007) e Black Water (2007). Também aparecem em séries documentários como The Crocodile Hunter de Steve Irwin,  e em curtas e películas de animação como a personagem de Hanna-Barbera Wally Gator, e Ben Ali Gator do fragmento da dança das horas do filme da Disney Fantasia (1940).